# Classifica storica dei presidenti degli Stati Uniti d'America

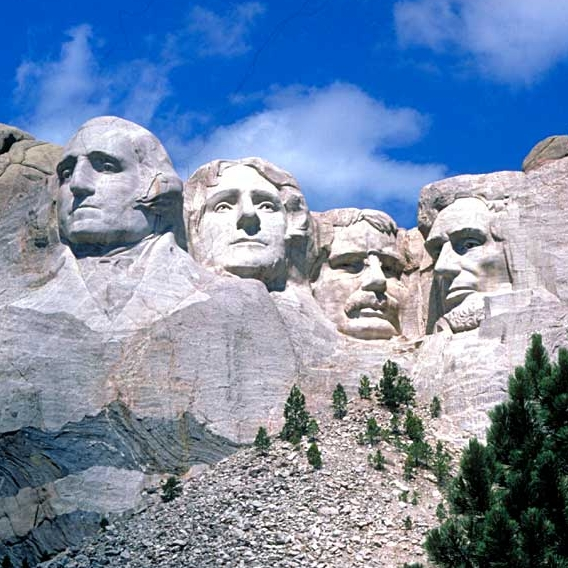
Negli anni 1920 lo scultore Gutzon Borglum e il presidente Calvin Coolidge selezionarono George Washington, Thomas Jefferson, Theodore Roosevelt e Abraham Lincoln per farli apparire scavati sulla roccia del monte Rushmore. In seguito questo panorama divenne un simbolo iconico della grandezza presidenziale

Entro l'ambito degli studi di scienza politica, la classifica storica dei presidenti degli Stati Uniti d'America è il risultato di una serie di sondaggi condotti al fine di stabilire il grado di successo ottenuto da chi ha ricoperto la carica di presidente degli Stati Uniti d'America. I sistemi di classificazione sono generalmente basati su sondaggi rivolti a storici, accademici e studiosi di politologia, o sulla fama postuma concessa dall'opinione pubblica. Le classifiche si concentrano sui risultati presidenziali, sulle qualità di comando e su eventuali fallimenti ed errori compiuti nel corso del mandato.

## Riassunto complessivo dei risultati

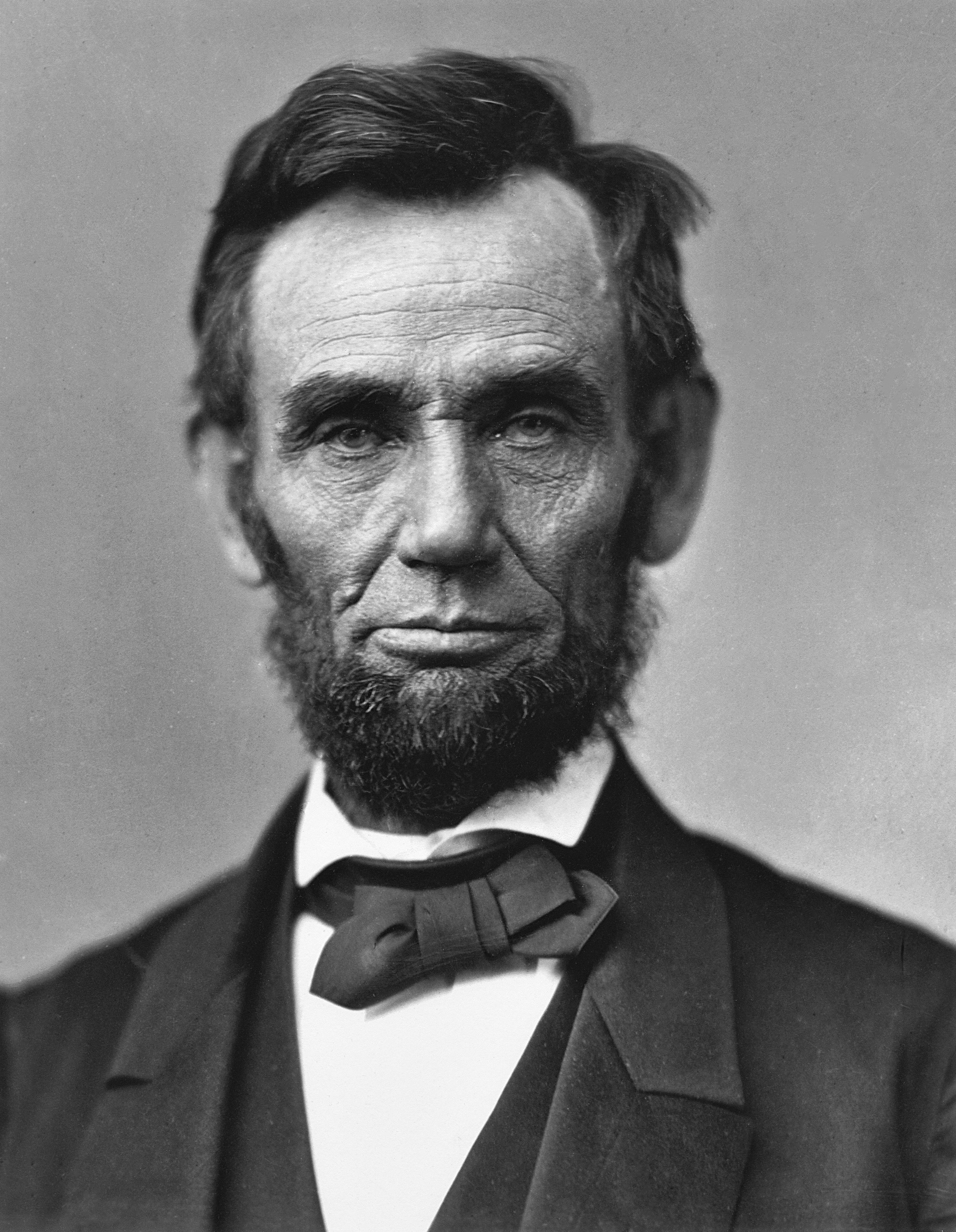
Abraham Lincoln, la cui presidenza è durata dal 1861 al 1865, viene quasi sempre considerato il più grande presidente di tutti i tempi per la sua capacità alla guida dell'Unione durante la guerra di secessione americana e la spiccata eloquenza (come ad esempio durante il discorso di Gettysburg) e il suo assassinio non ha fatto altro che ampliarne ancora di più il mito e l'aura avvolta di sacralità

Abraham Lincoln, Franklin Delano Roosevelt e George Washington sono i tre presidenti meglio quotati tra gli storici. I restanti posti nelle prime dieci posizioni sono spesso appannaggio di Theodore Roosevelt, Thomas Jefferson, Harry Truman, Thomas Woodrow Wilson, Dwight Eisenhower, Andrew Jackson e John Fitzgerald Kennedy.

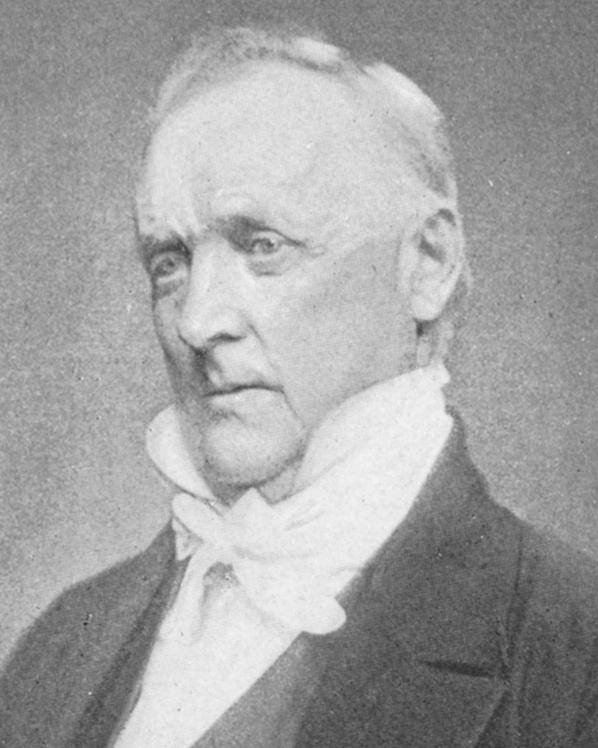
James Buchanan, la cui presidenza è durata dal 1857 al 1861, viene spesso considerato il peggior presidente della storia per la sua inetta capacità di comando durante gli anni immediatamente precedenti alla guerra civile americana riguardante la controversia della schiavitù

Presidenti più recenti come Ronald Reagan e Bill Clinton sono spesso considerati tra i più grandi nei sondaggi d'opinione mondiali, ma non sempre si classificano altrettanto bene tra gli studiosi e gli storici presidenziali. I dieci presidenti posizionati più in basso includono spesso James Buchanan, Warren Gamaliel Harding, Andrew Johnson, Franklin Pierce, Millard Fillmore, William Henry Harrison, John Tyler, Ulysses S. Grant, Zachary Taylor e George W. Bush.
Poiché William Henry Harrison (31 giorni) e James A. Garfield (199 giorni, ma incapace dopo 119 giorni) morirono entrambi poco dopo essere entrati in carica, a volte sono stati omessi dalle classifiche presidenziali. Zachary Taylor morì anch'egli dopo aver servito come presidente per sedici mesi, ma di solito è incluso. Nel caso di questi tre non è chiaro se ricevono un punteggio basso a causa delle loro azioni come presidente o perché ciascuno di loro è stato in carica per un periodo così limitato che non è possibile valutarli più a fondo.
Lo studioso di scienze politiche Walter Dean Burnham ha notato i «profili dicotomici o affetti da disturbo schizoide di personalità» di presidenti che possono essere difficili da classificare. Lo storico Alan Brinkley ha dichiarato che «ci sono presidenti che potrebbero essere considerati sia fallimentari che grandi o di media classifica (per esempio Richard Nixon)». Lo storico e studioso di scienze politico James MacGregor Burns ha osservato di Nixon: «Come si può valutare un presidente così idiosincratico, così brillante e nel contempo moralmente carente?».
David Herbert Donald, noto biografo di Lincoln, racconta che quando incontrò Kennedy nel 1961 questi espresse la propria profonda insoddisfazione e risentimento con gli storici che avevano valutato alcuni dei suoi predecessori. Kennedy disse che «nessuno ha il diritto di classificare un presidente—nemmeno il povero James Buchanan—se non si è prima seduto al suo posto, ha esaminato la posta e le informazioni che si sono accumulate nella sua scrivania e ha imparato perché ha preso quelle specifiche decisioni».
Lo storico e politologo Julian E. Zelizer sostiene che le tradizionali classifiche presidenziali spiegano poco riguardo alla reale storia presidenziale e che sono «meccanismi deboli per valutare ciò che è realmente accaduto dentro la Casa Bianca».
Il commentatore politico del libertarianismo Ivan Eland ha scritto un libro intitolato Recarving Rushmore (2008, aggiornato nel 2014) in cui ha scritto che i criteri degli storici sono poveri nella loro capacità di riflettere i reali servizi svolti dai diversi presidenti per il Paese. Eland ha pertanto scelto di classificare quaranta presidenti sulla base del fatto che le loro politiche abbiano o meno promosso la prosperità generale, la libertà e il non interventismo o l'isolazionismo nonché se abbiano avuto o meno ruoli esecutivi modesti per se stessi. Le sue classifiche finali perciò variavano significativamente da quelle della maggior parte degli altri studiosi.

## Rassegna degli studi maggiormente rilevanti

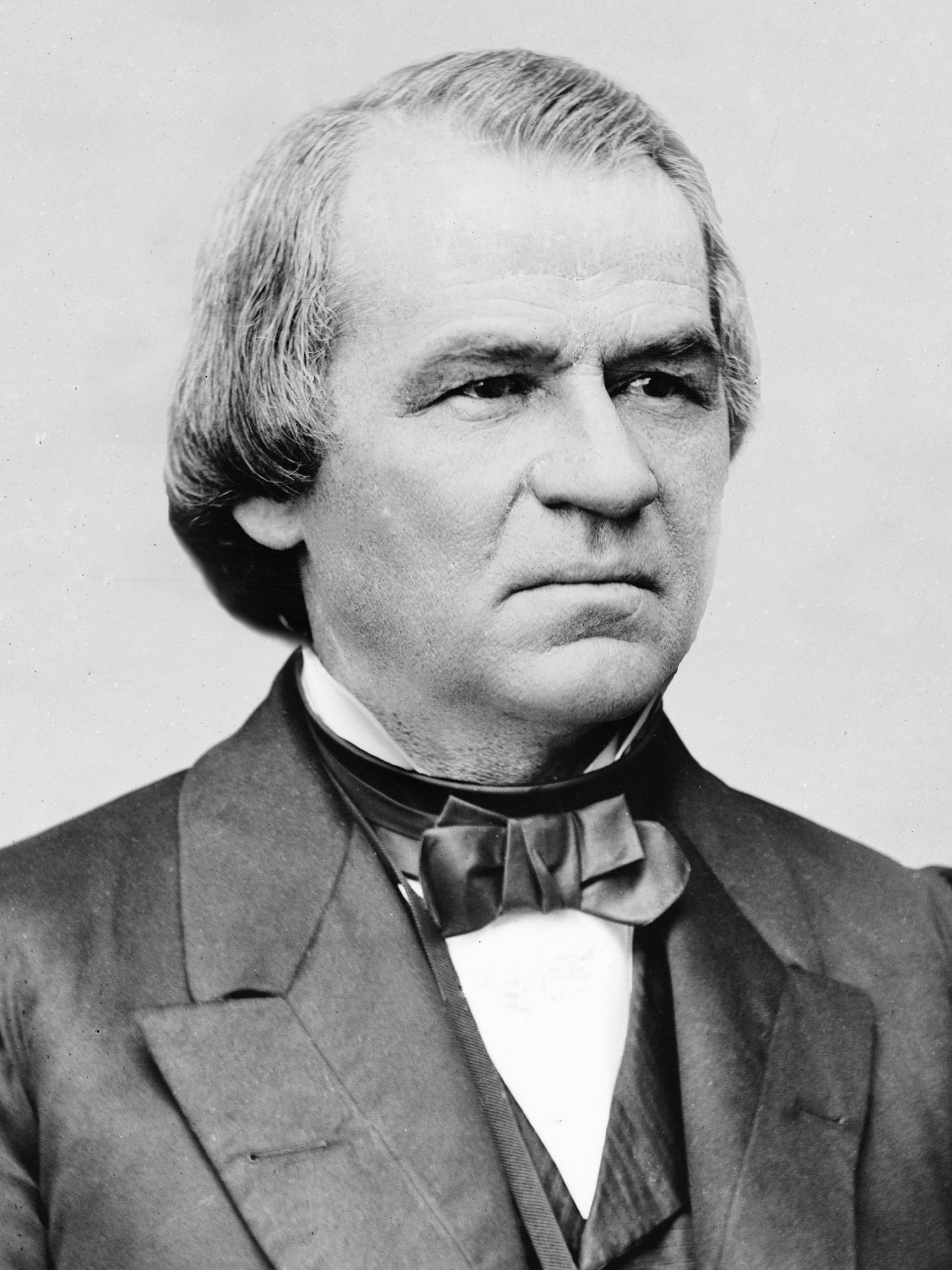
Andrew Johnson, la cui presidenza è durata dal 1865 al 1869, è valutato dagli analisti come uno dei peggiori presidenti della storia

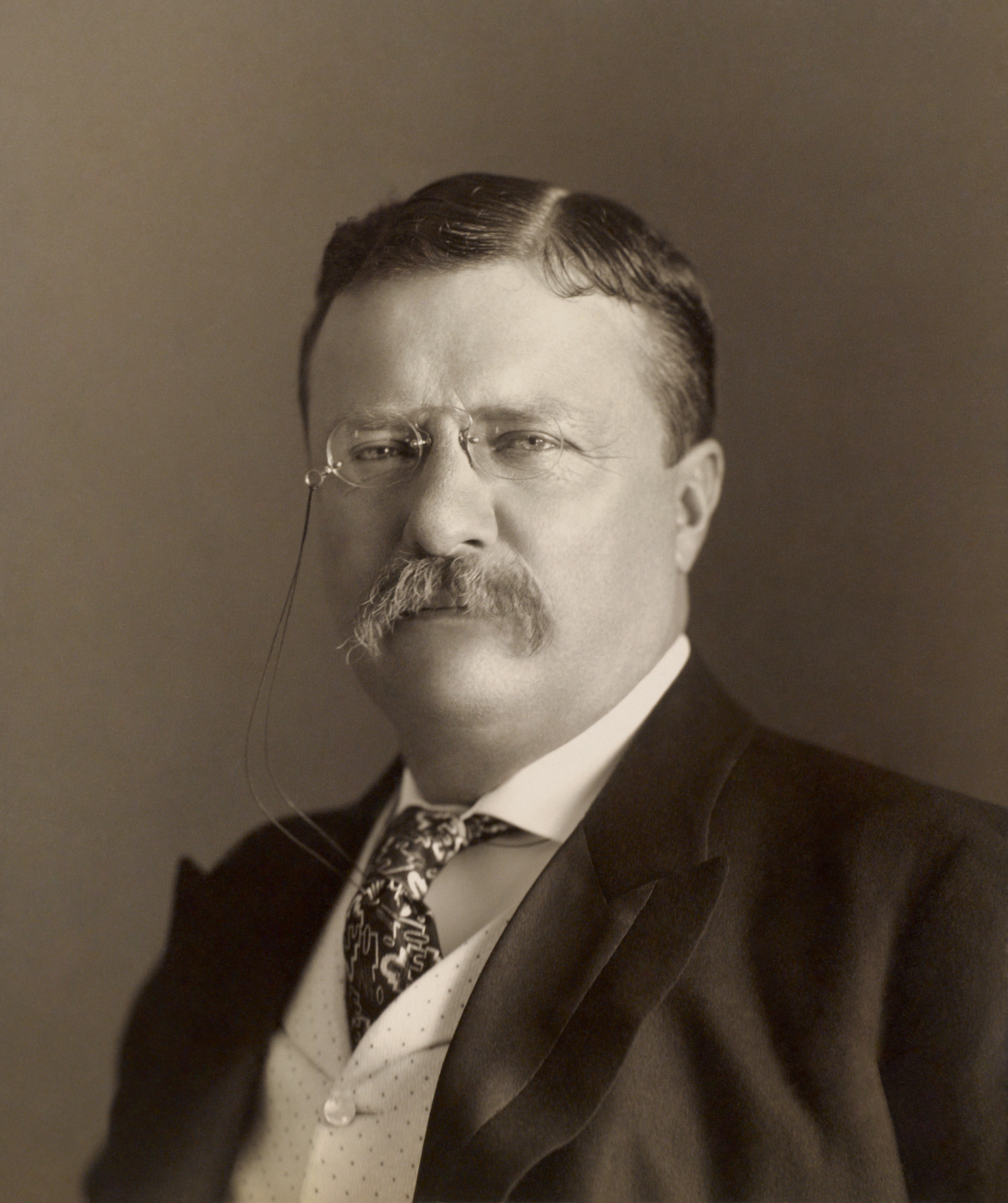
Theodore Roosevelt, la cui presidenza è durata dal 1901 al 1909, è considerato dagli analisti tra i primi cinque migliori presidenti

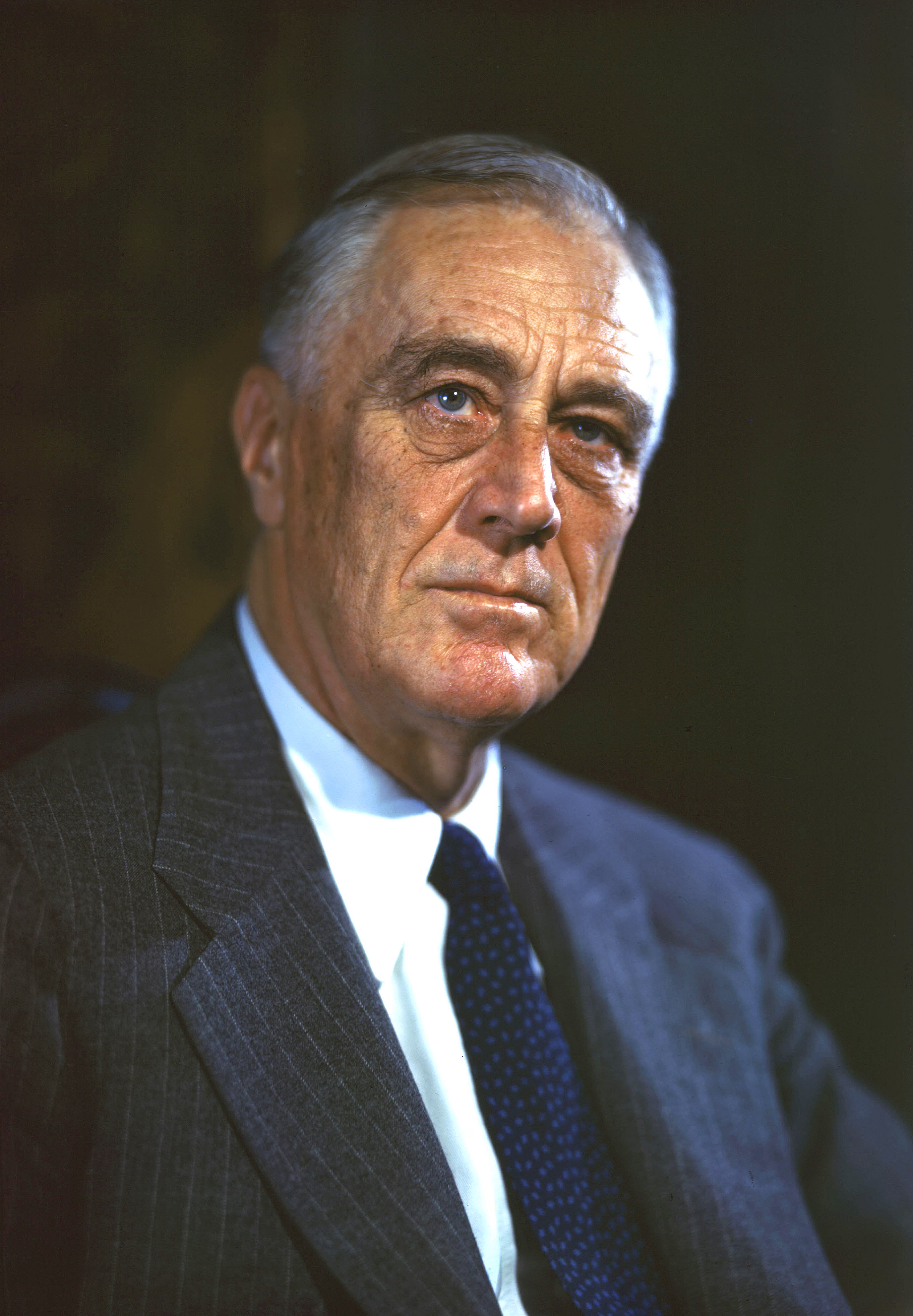
Franklin Delano Roosevelt, la cui presidenza è durata dal 1933 al 1945, ha traghettato il Paese fuori dalla recessione dovuta al martedì nero tramite il New Deal e partecipando alla seconda guerra mondiale ha contribuito sostanzialmente alla vittoria contro la Germania nazista

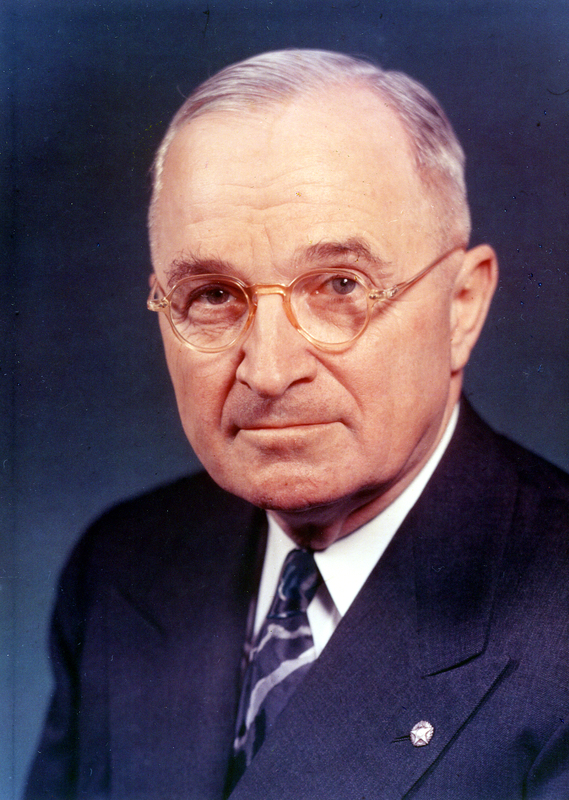
Harry Truman, la cui presidenza è durata dal 1945 al 1953, è considerato tra i dieci migliori presidenti

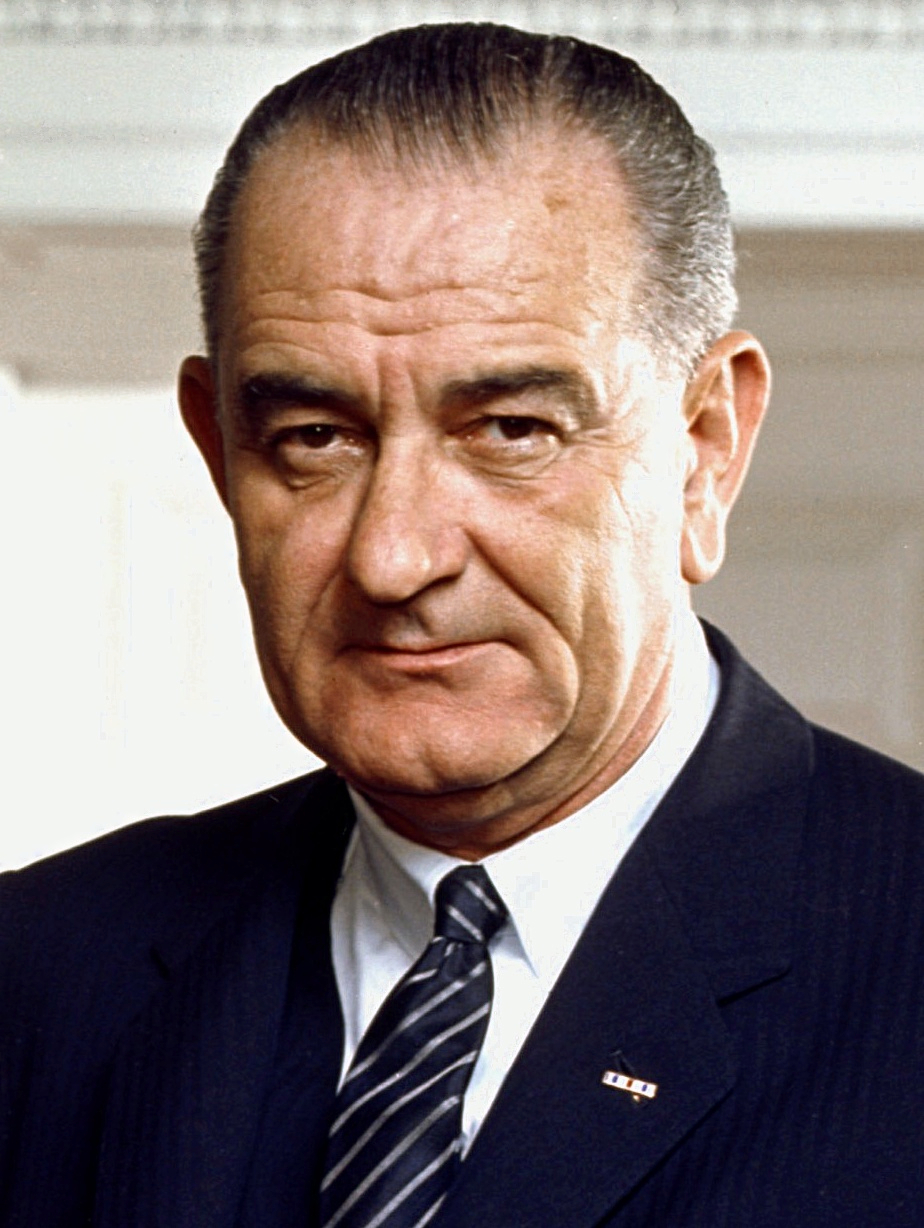
Lyndon B. Johnson, la cui presidenza è durata dal 1963 al 1969, ha dato il via all'intensificazione della guerra del Vietnam, ma anche realizzato le maggiori richieste del movimento per i diritti civili degli afroamericani e la grande società

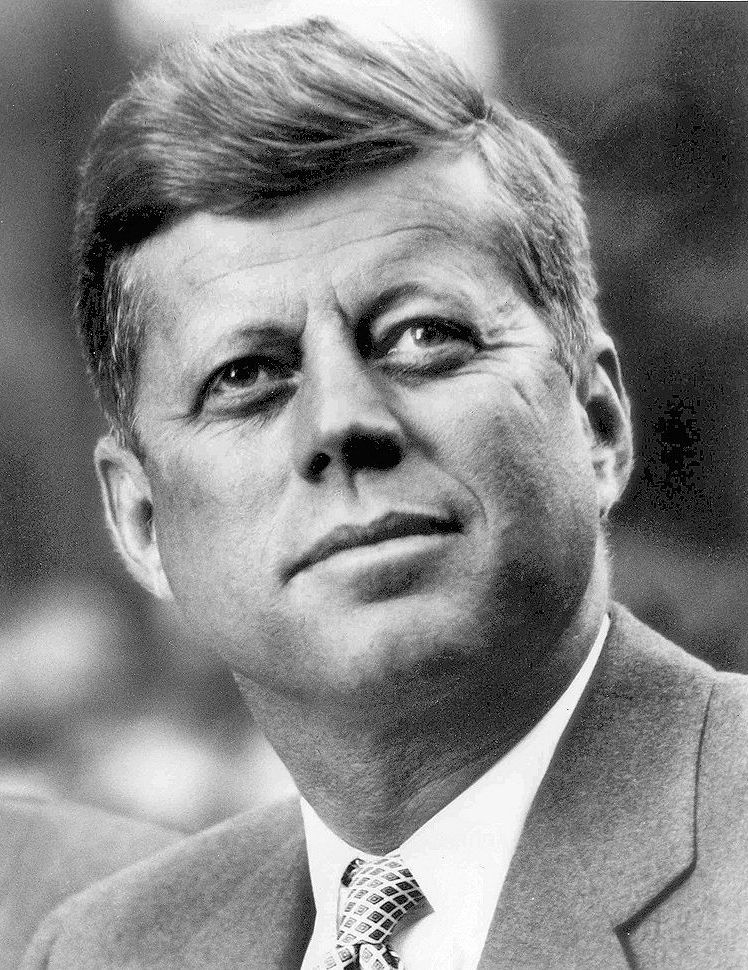
La figura di John Fitzgerald Kennedy, la cui presidenza è durata dal 1961 al 1963, è assurta a un vero e proprio mito in larga parte a seguito del suo assassinio, il quale continua a essere circondato dal mistero

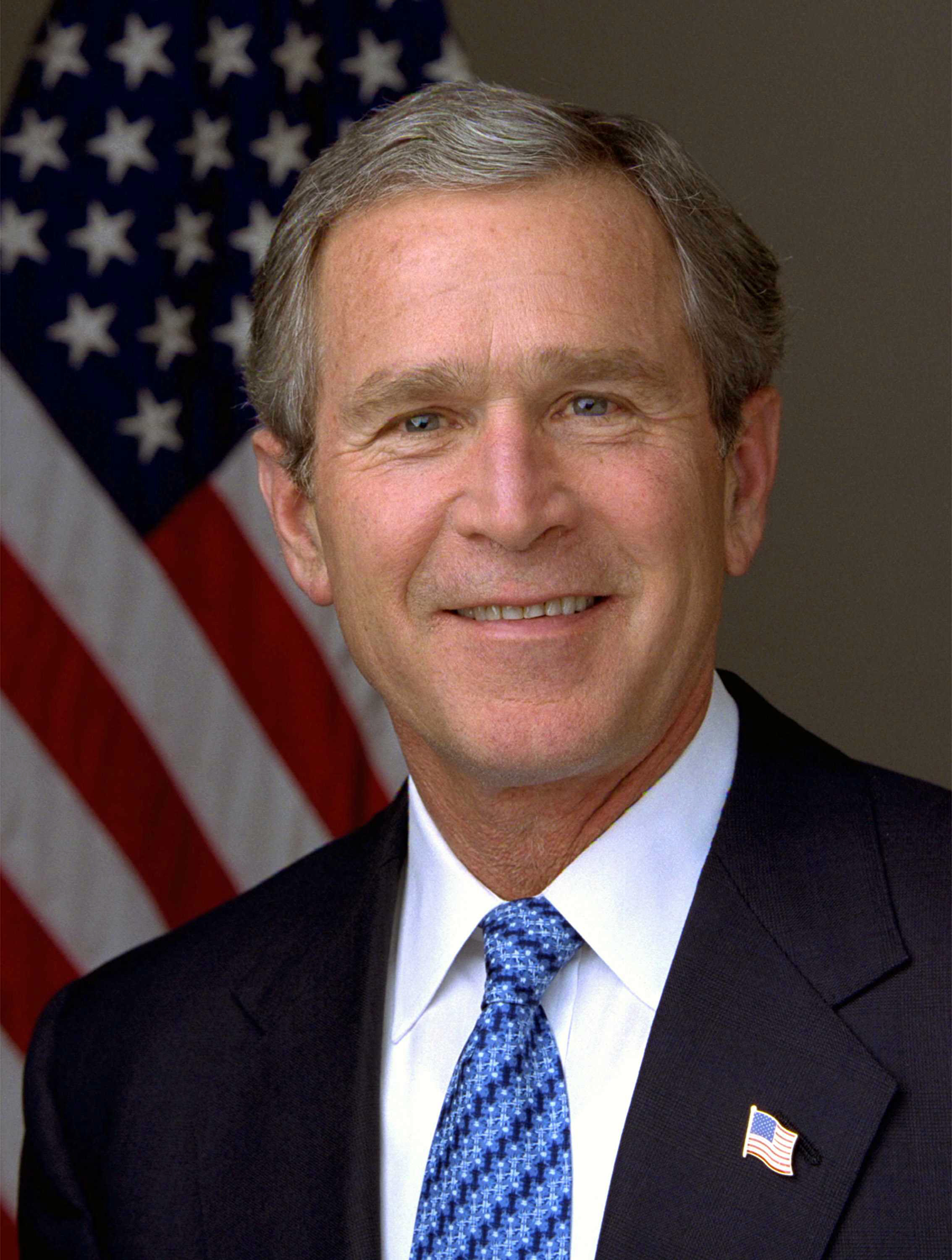
George W. Bush, la cui presidenza è durata dal 2001 al 2009, viene generalmente considerato uno dei peggiori tra i presidenti recenti, scatenando la guerra in Afghanistan prima e la guerra in Iraq poi

Il primo sondaggio di un certo peso, datato 1948, fu condotto dallo storico Arthur Schlesinger Sr. dell'Università di Harvard. L'indagine del 1962 è stata anch'essa condotta da Schlesinger in collaborazione con altri e ha intervistato 75 storici di professione. Il figlio di Schlesinger, Arthur M. Schlesinger Jr., condusse un altro sondaggio del tutto simile nel 1996.
The Complete Book of U.S. Presidents fornisce inoltre anche i risultati del sondaggio condotto nel 1982 dal Chicago Tribune rivolto a quarantanove storici. Una notevole differenza rispetto al sondaggio Schlesinger del 1962 fu la classifica di Dwight Eisenhower, che passò dalla 22ª posizione nel 1962 alla 9ª nel 1982.
Il Siena Research Institute del Siena College ha condotto sondaggi nel 1982, 1990, 1994, 2002 e 2010. Nel sondaggio del 1994 sono stati collocati solo due presidenti (Franklin Delano Roosevelt e Abraham Lincoln) oltre gli 80 punti e due presidenti (Andrew Johnson e Warren G. Harding) sotto i 50. Il sondaggio di Siena 2010 ha fatto precipitare George W. Bush dalla classifica iniziale del 2002 in cui si trovava alla 23ª posizione, alla 39ª.
La colonna del 1996 mostra i risultati di un sondaggio condotto tra il 1988 e il 1996 da William J. Ridings Jr. e Stuart B. McIver e pubblicato in Rating the Presidents: A Ranking of U.S. leaders, from the Great and Honorable to the Dishonest and Incompetent. Più di 719 persone hanno preso parte al sondaggio, principalmente storici accademici e politologi, anche se hanno partecipato pure alcuni politici e celebrità. Sono stati inclusi i residenti di ognuno degli Stati federati degli Stati Uniti d'America e l'enfasi è stata data al coinvolgimento di storici donne e «specialisti in studi afroamericani», così come anche alcuni studiosi non statunitensi. I rispondenti hanno valutato i presidenti in cinque categorie (qualità della capacità di comando, risultati e gestione delle crisi, abilità politiche, nomine, carattere e integrità). I risultati sono stati tabulati per creare la classifica generale.
Nel 2000 un sondaggio del Wall Street Journal consisteva in un «gruppo ideologicamente equilibrato di 132 eminenti professori di storia, giurisprudenza e scienze politiche». Esso ha cercato di includere un numero uguale di liberali e conservatori in quanto i redattori hanno sostenuto che i sondaggi precedenti erano dominati da un gruppo o dall'altro.
Secondo i redattori questa ricerca includeva le risposte da parte di un numero maggiore di donne, minoranze e giovani professori rispetto al sondaggio Schlesinger del 1996 ed è stato anche fatto notato che i risultati erano «notevolmente simili» a quelli del 1996, con la differenza principale nella posizione più bassa per i presidenti degli anni 1960 Lyndon B. Johnson e John Fitzgerald Kennedy e il più alto rango di Ronald Reagan posizionatosi all'8ª posizione mentre Franklin Delano Roosevelt è ancora classificato tra i primi tre.
Un altro sondaggio presidenziale è stato condotto dal Wall Street Journal nel 2005 con James Lindgren della Northwestern University Pritzker School of Law per la Federalist Society.
Come nell'indagine del 2000 i redattori hanno cercato di bilanciare le opinioni dei liberali e dei conservatori, adeguando i risultati «per dare un pari peso agli studiosi sia che fossero Democratici sia Repubblicani». Franklin Delano Roosevelt si classificò ancora tra i primi tre, ma l'editore James Taranto notò che gli studiosi di stampo Democratico giudicavano George W. Bush il 6° peggiore presidente di tutti i tempi mentre quelli Repubblicani lo consideravano sempre il 6°, ma con una valutazione spaccata che lo posizionava tra la media.
Un sondaggio del 2006 del Siena College su 744 professori ha riportato i seguenti risultati:
- «George W. Bush ha appena concluso cinque anni come presidente. Se oggi fosse l'ultimo giorno della sua presidenza, come lo classificheresti?». Le risposte sono risultate: grande 2%; quasi grande 5%; nella media 11%; sotto la media 24%; e decisamente un fallimento 58%.
- «Secondo te, pensi che abbia una possibilità realistica di migliorare il suo punteggio?». I due terzi (il 67%) hanno risposto con un secco no; meno di un quarto (il 23%) ha detto invece di sì; e il 10% ha scelto nessuna opinione o non classificabile.

Thomas Kelly, professore emerito di studi americani al Siena College, ha dichiarato: «Sembrerebbe che il presidente Bush abbia poca speranza di alti voti dall'attuale generazione di storici praticanti e politologi. In questo caso gli attuali sondaggi di opinione pubblica paiono bocciare la sua amministrazione in un periodo di tempo più lento di quanto facciano gli esperti».
Douglas Lonnstrom, professore di statistica del Siena College e direttore dell'Istituto di ricerca Siena, ha dichiarato: «Nel nostro voto presidenziale del 2002 con un gruppo di esperti paragonabile a questo sondaggio il presidente Bush si è classificato alla 23ª posizione su 42. Quello era poco dopo gli attentati dell'11 settembre 2001. Chiaramente i professori non pensano che le cose siano andate bene per lui negli ultimi anni. Sono gli esperti che oggi insegnano a quegli studenti universitari che scriveranno la storia di questa era in un futuro prossimo».
Un sondaggio di Siena del 2010 su 238 studiosi presidenziali ha rilevato che l'ex presidente George W. Bush era al 39º posto su 43, con valutazioni del tutto insufficienti in termini di gestione dell'economia, comunicazione, capacità di compromesso, risultati di politica estera e informazione militare e civile. Nel frattempo Barack Obama si posizionava al 15º posto su 43, con voti alti per immaginazione, capacità comunicativa e intelligenza, ma con una bassa valutazione dell'ambiente sociale (famiglia, istruzione ed esperienza). L'indagine C-SPAN sulla capacità di guida comprende classifiche approntate da un gruppo di storici e biografi qualificati. Essa ha avuto luogo tre volte: nel 2000, nel 2009 e nel 2017.
Il sondaggio del 2017 è stato condotto con la collaborazione di 91 storici presidenziali intervistati dall'Academic Advisor Team di C-SPAN composto da Douglas Brinkley, Edna Greene Medford e Richard Norton Smith. Qui ogni storico classifica ciascun presidente su una scala che va da 1 («non efficace») a 10 («molto efficace») e sulla capacità di guida presidenziale composta da dieci categorie: persuasione pubblica, capacità di comando nell'affrontare le crisi, gestione economica, autorità morale, relazioni internazionali, competenze amministrative, rapporti con il Congresso, visione/impostazione di un'agenda programmatica, capacità di perseguire la giustizia per tutti e prestazione nell'ambito del suo tempo. Ogni categoria è ugualmente soppesata.
I risultati dei tre sondaggi C-SPAN sono stati abbastanza coerenti l'uno con l'altro: Abraham Lincoln ha ottenuto il punteggio più alto in ogni sondaggio e George Washington, Franklin Delano Roosevelt e Theodore Roosevelt si sono sempre classificati tra i primi cinque mentre James Buchanan, Andrew Johnson e Franklin Pierce sono stati classificati nella parte inferiore della classifica di tutte e tre le ricerche.
Nel 2008 il Times di Londra ha chiesto a otto dei suoi «migliori commentatori politici e internazionali» di classificare tutti i presidenti «in ordine di statura politica».
Nel 2011 attraverso l'agenzia dello United States Presidency Centre (USPC) l'Institute for the Study of the Americas (situato nella School of Advanced Study dell'Università di Londra) ha rilasciato il primo sondaggio accademico britannico di valutazione dei presidenti. Questo ha sondato l'opinione degli specialisti in storia e politica statunitense per valutare le prestazioni presidenziali. Hanno anche dato una valutazione provvisoria di Barack Obama, ma la sua presidenza incompiuta non è stata inclusa nel sondaggio (se lo fosse stato, avrebbe raggiunto complessivamente l'ottava posizione).
Nel 2012 Newsweek chiese a un gruppo di storici di classificare i dieci migliori presidenti dal 1900 in poi. I risultati hanno mostrato che Franklin Delano Roosevelt, Theodore Roosevelt, Lyndon B. Johnson, Thomas Woodrow Wilson, Harry Truman, John Fitzgerald Kennedy, Dwight Eisenhower, Bill Clinton, Ronald Reagan e Barack Obama sono stati i migliori.
Un sondaggio di History News Network del 2013 è stato svolto con la partecipazione di 203 storici statunitensi. Quando è stato chiesto loro di valutare la presidenza di Obama su una scala da A (=alto) e F (=basso), gli è stato assegnato il voto B-. Obama, valutato utilizzando quindici misure distinte più un voto complessivo, si è piazzato al 1º posto nelle categorie di capacità di comunicazione, integrità e gestione delle crisi mentre e in modo peggiore per le sue relazioni con il Congresso, la trasparenza e il senso di responsabilità.
Un sondaggio condotto nel 2015 dall'American Political Science Association (APSA) tra i politologi specializzati sulla presidenza statunitense vedeva Abraham Lincoln al primo posto, con George Washington, Franklin Delano Roosevelt, Theodore Roosevelt, Thomas Jefferson, Harry Truman, Dwight Eisenhower, Bill Clinton, Andrew Jackson e Thomas Woodrow Wilson a occupare le prime dieci posizioni.
Donald Trump è stato incluso per la prima volta nel sondaggio condotto nel 2018 dal New York Times, classificandosi all'ultimo posto.

### Risultati cronologici delle ricerche
All'interno di ogni colonna:
- blu, colore di sfondo indicante il primo quartile;
- verde, colore di sfondo indicante il secondo quartile;
- arancio, colore di sfondo indicante il terzo quartile;
- rosso, colore di sfondo indicante il quarto quartile.

L'asterisco si riferisce alla classifica calcolata prima che il presidente avesse completato il suo mandato.
Grover Cleveland e Donald Trump sono stati gli unici a essere eletti per due mandati non consecutivi, servendo rispettivamente come 22° e 24º e come 45° e 47°. Per questo motivo il numero totale di persone che hanno prestato servizio come presidente è due in meno rispetto al numero dei presidenti in ordine di successione.
| No.   | Presidenza                | Partito                  | Schl. 1948 | Schl. 1962 | M-B 1982 | CT 1982 | Siena 1982 | Siena 1990 | Siena 1994 | R-McI 1996 | Schl. 1996 | C-SPAN 2000 | WSJ 2000  | Siena 2002 | WSJ 2005 | C-SPAN 2009 | Siena 2010 | USPC 2011 | APSA 2015 | C-SPAN 2017 | APSA 2018 | Siena 2018 | C-SPAN 2021 | Siena 2022 | APSA 2024 |
| ----- | ------------------------- | ------------------------ | ---------- | ---------- | -------- | ------- | ---------- | ---------- | ---------- | ---------- | ---------- | ----------- | --------- | ---------- | -------- | ----------- | ---------- | --------- | --------- | ----------- | --------- | ---------- | ----------- | ---------- | --------- |
| 1     | George Washington         | Indipendente             | 02         | 02         | 03       | 02      | 04         | 04         | 04         | 03         | 02 (pari)  | 03          | 01        | 04         | 01       | 02          | 04         | 03        | 02        | 02          | 02        | 01         | 02          | 03         | 03        |
| 2     | John Adams                | Federalista              | 09         | 10         | 09       | 15      | 10         | 14         | 12         | 14         | 11         | 16          | 13        | 12         | 13       | 17          | 17         | 12        | 15        | 19          | 14        | 14         | 15          | 16         | 13        |
| 3     | Thomas Jefferson          | Democratico-Repubblicano | 05         | 05         | 04       | 05      | 02         | 03         | 05         | 04         | 04         | 07          | 04        | 05         | 04       | 07          | 05         | 04        | 05        | 07          | 05        | 05         | 07          | 05         | 05        |
| 4     | James Madison             | Democratico-Repubblicano | 14         | 12         | 14       | 17      | 09         | 08         | 09         | 10         | 17         | 18          | 15        | 09         | 17       | 20          | 06         | 14        | 13        | 17          | 12        | 07         | 16          | 10         | 11        |
| 5     | James Monroe              | Democratico-Repubblicano | 12         | 18         | 15       | 16      | 15         | 11         | 15         | 13         | 15         | 14          | 16        | 08         | 16       | 14          | 07         | 13        | 16        | 13          | 18        | 08         | 12          | 12         | 18        |
| 6     | John Quincy Adams         | Repubblicano Nazionale   | 11         | 13         | 16       | 19      | 17         | 16         | 17         | 18         | 18         | 19          | 20        | 17         | 25       | 19          | 19         | 20        | 22        | 21          | 23        | 18         | 17          | 17         | 20        |
| 7     | Andrew Jackson            | Democratico              | 06         | 06         | 07       | 07      | 13         | 09         | 11         | 08         | 05         | 13          | 06        | 13         | 10       | 13          | 14         | 09        | 09        | 18          | 15        | 19         | 22          | 23         | 21        |
| 8     | Martin Van Buren          | Democratico              | 15         | 17         | 20       | 18      | 21         | 21         | 22         | 21         | 21         | 30          | 23        | 24         | 27       | 31          | 23         | 27        | 25        | 34          | 27        | 25         | 34          | 29         | 28        |
| 9     | William Henry Harrison    | Whig                     | –          | –          | –        | –       | 26         | 35         | 28         | 35         | –          | 37          | –         | 36         | –        | 39          | 35         | –         | 39        | 38          | 42        | 39         | 40          | 40         | 41        |
| 10    | John Tyler                | Indipendente             | 22         | 25         | 28       | 28      | 34         | 33         | 34         | 34         | 32         | 36          | 34        | 37         | 35       | 35          | 37         | 37        | 36        | 39          | 37        | 37         | 39          | 39         | 37        |
| 11    | James Knox Polk           | Democratico              | 10         | 08 (pari)  | 12       | 10      | 12         | 13         | 14         | 11         | 09         | 12          | 10        | 11         | 09       | 12          | 12         | 16        | 19        | 14          | 20        | 12         | 18          | 15         | 25        |
| 12    | Zachary Taylor            | Whig                     | 25         | 24         | 27       | 26      | 29         | 34         | 33         | 29         | 29         | 28          | 31        | 34         | 33       | 29          | 33         | 33        | 33        | 31          | 35        | 30         | 35          | 36         | 38        |
| 13    | Millard Fillmore          | Whig                     | 24         | 26         | 29       | 31      | 32         | 32         | 35         | 36         | 31         | 35          | 35        | 38         | 36       | 37          | 38         | 35        | 37        | 37          | 38        | 38         | 38          | 38         | 39        |
| 14    | Franklin Pierce           | Democratico              | 27         | 28         | 31       | 33      | 35         | 36         | 37         | 37         | 33 (pari)  | 39          | 37 (pari) | 39         | 38       | 40          | 40         | 39        | 40        | 41          | 41        | 40         | 42          | 41         | 42        |
| 15    | James Buchanan            | Democratico              | 26         | 29         | 33       | 34      | 37         | 38         | 39         | 40         | 38         | 41          | 39        | 41         | 40       | 42          | 42         | 40        | 43        | 43          | 43        | 43         | 44          | 44         | 44        |
| 16    | Abraham Lincoln           | Repubblicano             | 01         | 01         | 01       | 01      | 03         | 02         | 02         | 01         | 01         | 01          | 02        | 02         | 02       | 01          | 03         | 02        | 01        | 01          | 01        | 03         | 01          | 02         | 01        |
| 17    | Andrew Johnson            | Democratico              | 19         | 23         | 32       | 30      | 38         | 39         | 40         | 39         | 37         | 40          | 36        | 42         | 37       | 41          | 43         | 36        | 41        | 42          | 40        | 44         | 43          | 45         | 43        |
| 18    | Ulysses S. Grant          | Repubblicano             | 28         | 30         | 35       | 32      | 36         | 37         | 38         | 38         | 33 (pari)  | 33          | 32        | 35         | 29       | 23          | 26         | 29        | 28        | 22          | 21        | 24         | 20          | 21         | 17        |
| 19    | Rutherford Hayes          | Repubblicano             | 13         | 14         | 22       | 22      | 22         | 23         | 24         | 25         | 23         | 26          | 22        | 27         | 24       | 33          | 31         | 30        | 30        | 32          | 29        | 32         | 33          | 31         | 29        |
| 20    | James A. Garfield         | Repubblicano             | –          | –          | –        | –       | 25         | 30         | 26         | 30         | –          | 29          | –         | 33         | –        | 28          | 27         | –         | 31        | 29          | 34        | 28         | 27          | 27         | 30        |
| 21    | Chester Arthur            | Repubblicano             | 17         | 21 (pari)  | 23       | 24      | 24         | 26         | 27         | 28         | 26         | 32          | 26        | 30         | 26       | 32          | 25         | 32        | 32        | 35          | 31        | 34         | 30          | 33         | 33        |
| 22/24 | Grover Cleveland          | Democratico              | 08         | 11         | 17       | 13      | 18         | 17         | 19         | 16         | 13         | 17          | 12        | 20         | 12       | 21          | 20         | 21        | 23        | 23          | 24        | 23         | 25          | 26         | 26        |
| 23    | Benjamin Harrison         | Repubblicano             | 21         | 20         | 26       | 25      | 31         | 29         | 30         | 31         | 19         | 31          | 27        | 32         | 30       | 30          | 34         | 34        | 29        | 30          | 32        | 35         | 32          | 34         | 31        |
| 25    | William McKinley          | Repubblicano             | 18         | 15         | 18       | 11      | 19         | 19         | 18         | 17         | 16         | 15          | 14        | 19         | 14       | 16          | 21         | 17        | 21        | 16          | 19        | 20         | 14          | 22         | 24        |
| 26    | Theodore Roosevelt        | Repubblicano             | 07         | 07         | 05       | 04      | 05         | 05         | 03         | 05         | 06         | 04          | 05        | 03         | 05       | 04          | 02         | 05        | 04        | 04          | 04        | 04         | 04          | 04         | 04        |
| 27    | William Howard Taft       | Repubblicano             | 16         | 16         | 19       | 20      | 20         | 20         | 21         | 20         | 22         | 24          | 19        | 21         | 20       | 24          | 24         | 25        | 20        | 24          | 22        | 22         | 23          | 25         | 23        |
| 28    | Thomas Woodrow Wilson     | Democratico              | 04         | 04         | 06       | 06      | 06         | 06         | 06         | 06         | 07         | 06          | 11        | 06         | 11       | 09          | 08         | 06        | 10        | 11          | 11        | 11         | 13          | 13         | 15        |
| 29    | Warren Gamaliel Harding   | Repubblicano             | 29         | 31         | 36       | 36      | 39         | 40         | 41         | 41         | 39         | 38          | 37 (pari) | 40         | 39       | 38          | 41         | 38        | 42        | 40          | 39        | 41         | 37          | 42         | 40        |
| 30    | Calvin Coolidge           | Repubblicano             | 23         | 27         | 30       | 29      | 30         | 31         | 36         | 33         | 30         | 27          | 25        | 29         | 23       | 26          | 29         | 28        | 27        | 27          | 28        | 31         | 24          | 32         | 34        |
| 31    | Herbert Hoover            | Repubblicano             | 20         | 19         | 21       | 21      | 27         | 28         | 29         | 24         | 33 (pari)  | 34          | 29        | 31         | 31       | 34          | 36         | 26        | 38        | 36          | 36        | 36         | 36          | 37         | 36        |
| 32    | Franklin Delano Roosevelt | Democratico              | 03         | 03         | 02       | 03      | 01         | 01         | 01         | 02         | 02 (pari)  | 02          | 03        | 01         | 03       | 03          | 01         | 01        | 03        | 03          | 03        | 02         | 03          | 01         | 02        |
| 33    | Harry Truman              | Democratico              | –          | 08 (pari)  | 08       | 08      | 07         | 07         | 07         | 07         | 08         | 05          | 07        | 07         | 07       | 05          | 09         | 07        | 06        | 06          | 06        | 09         | 06          | 07         | 06        |
| 34    | Dwight Eisenhower         | Repubblicano             | –          | 21 (pari)  | 11       | 09      | 11         | 12         | 08         | 09         | 10         | 09          | 09        | 10         | 08       | 08          | 10         | 10        | 07        | 05          | 07        | 06         | 05          | 06         | 08        |
| 35    | John Fitzgerald Kennedy   | Democratico              | –          | –          | 13       | 14      | 08         | 10         | 10         | 15         | 12         | 08          | 18        | 14         | 15       | 06          | 11         | 15        | 14        | 08          | 16        | 10         | 08          | 09         | 10        |
| 36    | Lyndon B. Johnson         | Democratico              | –          | –          | 10       | 12      | 14         | 15         | 13         | 12         | 14         | 10          | 17        | 15         | 18       | 11          | 16         | 11        | 12        | 10          | 10        | 16         | 11          | 08         | 09        |
| 37    | Richard Nixon             | Repubblicano             | –          | –          | 34       | 35      | 28         | 25         | 23         | 32         | 36         | 25          | 33        | 26         | 32       | 27          | 30         | 23        | 34        | 28          | 33        | 29         | 31          | 28         | 35        |
| 38    | Gerald Ford               | Repubblicano             | –          | –          | 24       | 23      | 23         | 27         | 32         | 27         | 28         | 23          | 28        | 28         | 28       | 22          | 28         | 24        | 24        | 25          | 25        | 27         | 28          | 30         | 27        |
| 39    | Jimmy Carter              | Democratico              | –          | –          | 25       | 27      | 33         | 24         | 25         | 19         | 27         | 22          | 30        | 25         | 34       | 25          | 32         | 18        | 26        | 26          | 26        | 26         | 26          | 24         | 22        |
| 40    | Ronald Reagan             | Repubblicano             | –          | –          | –        | –       | 16 *       | 22         | 20         | 26         | 25         | 11          | 08        | 16         | 06       | 10          | 18         | 08        | 11        | 09          | 09        | 13         | 09          | 18         | 16        |
| 41    | George H. W. Bush         | Repubblicano             | –          | –          | –        | –       | –          | 18 *       | 31         | 22         | 24         | 20          | 21        | 22         | 21       | 18          | 22         | 22        | 17        | 20          | 17        | 21         | 21          | 20         | 19        |
| 42    | Bill Clinton              | Democratico              | –          | –          | –        | –       | –          | –          | 16 *       | 23 *       | 20 *       | 21 *        | 24 *      | 18         | 22       | 15          | 13         | 19        | 08        | 15          | 13        | 15         | 19          | 14         | 12        |
| 43    | George W. Bush            | Repubblicano             | –          | –          | –        | –       | –          | –          | –          | –          | –          | –           | –         | 23 *       | 19 *     | 36          | 39         | 31        | 35        | 33          | 30        | 33         | 29          | 35         | 32        |
| 44    | Barack Obama              | Democratico              | –          | –          | –        | –       | –          | –          | –          | –          | –          | –           | –         | –          | –        | –           | 15 *       | –         | 18 *      | 12          | 08        | 17         | 10          | 11         | 7         |
| 45/47 | Donald Trump              | Repubblicano             | –          | –          | –        | –       | –          | –          | –          | –          | –          | –           | –         | –          | –        | –           | –          | –         | –         | –           | 44 *      | 42 *       | 41          | 43         | 45        |
| 46    | Joe Biden                 | Democratico              | –          | –          | –        | –       | –          | –          | –          | –          | –          | –           | –         | –          | –        | –           | –          | –         | –         | –           | –         | –          | –           | 19 *       | 14 *      |
|       | Totale                    |                          | 29         | 31         | 36       | 36      | 39         | 40         | 41         | 41         | 39         | 41          | 39        | 42         | 40       | 42          | 43         | 40        | 43        | 43          | 44        | 44         | 44          | 45         | 45        |

## Classifiche liberali e conservatrici

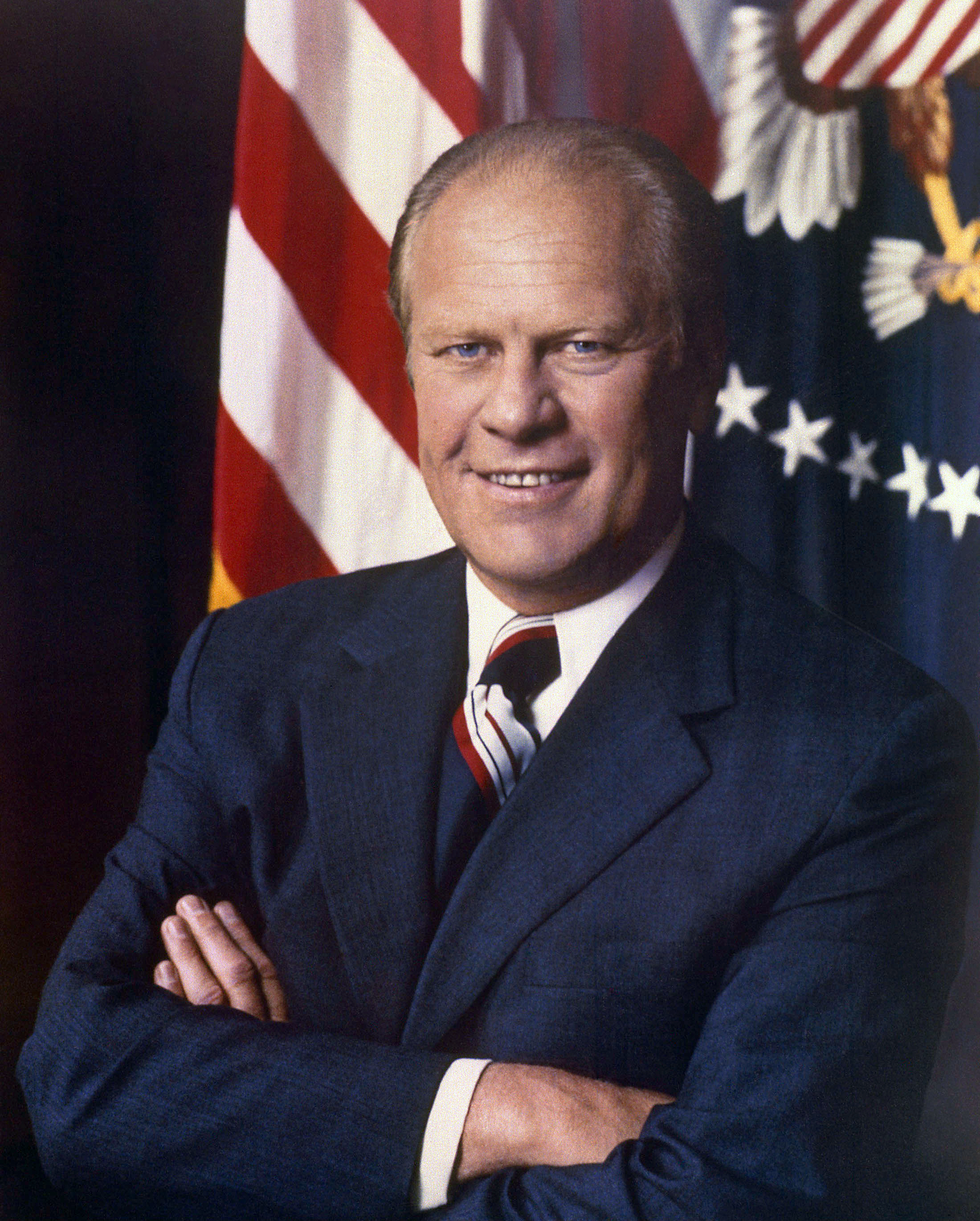
Gerald Ford, la cui presidenza è durata dal 1974 al 1977, concesse al suo predecessore Nixon la grazia presidenziale

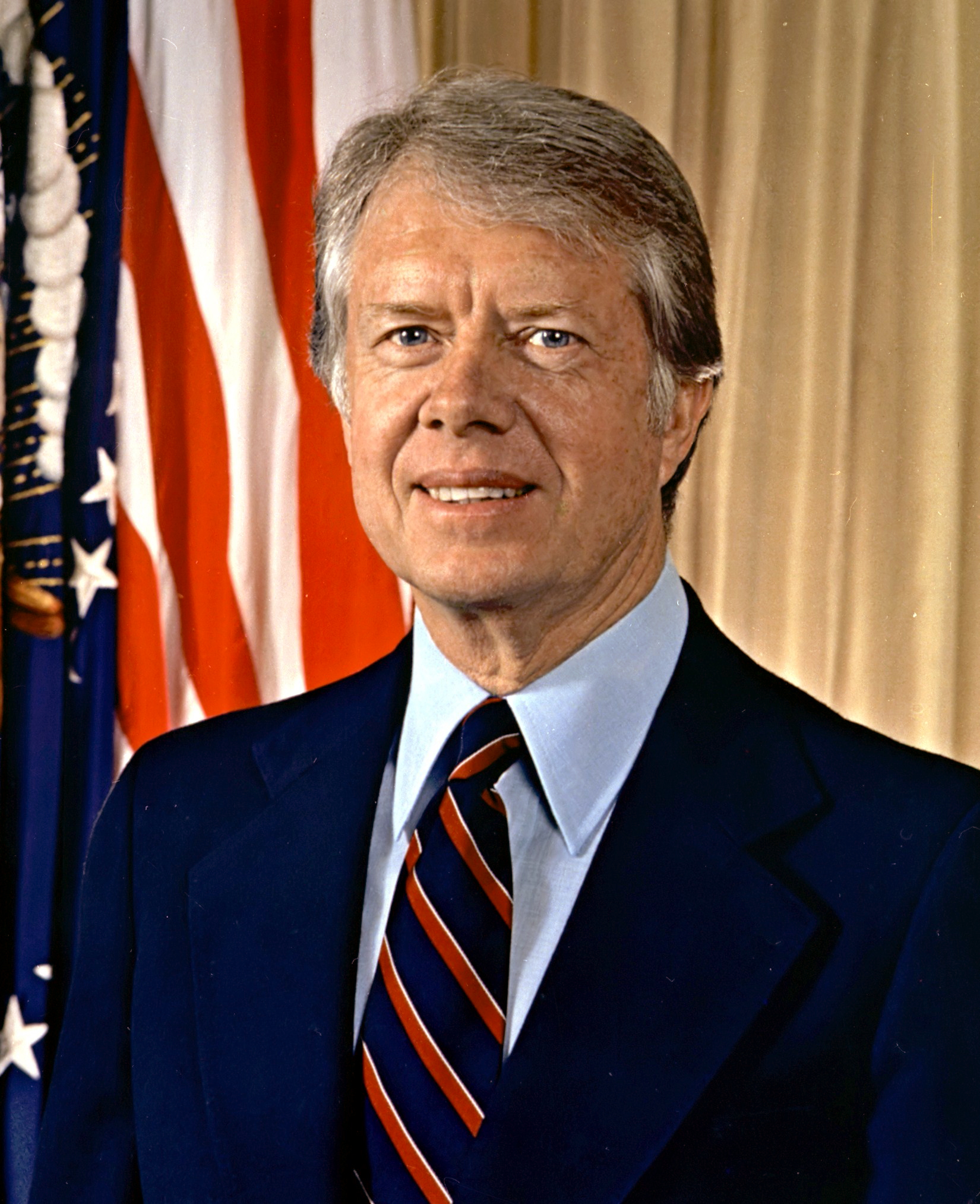
Jimmy Carter, la cui presidenza è durata dal 1977 al 1981, è considerato un presidente sotto la media essendo inserito nelle classifiche presidenziali nel terzo centile, ma i suoi sforzi umanitari successivi alla presidenza sono stati acclamati e nel 2002 è stato insignito del Premio Nobel per la pace

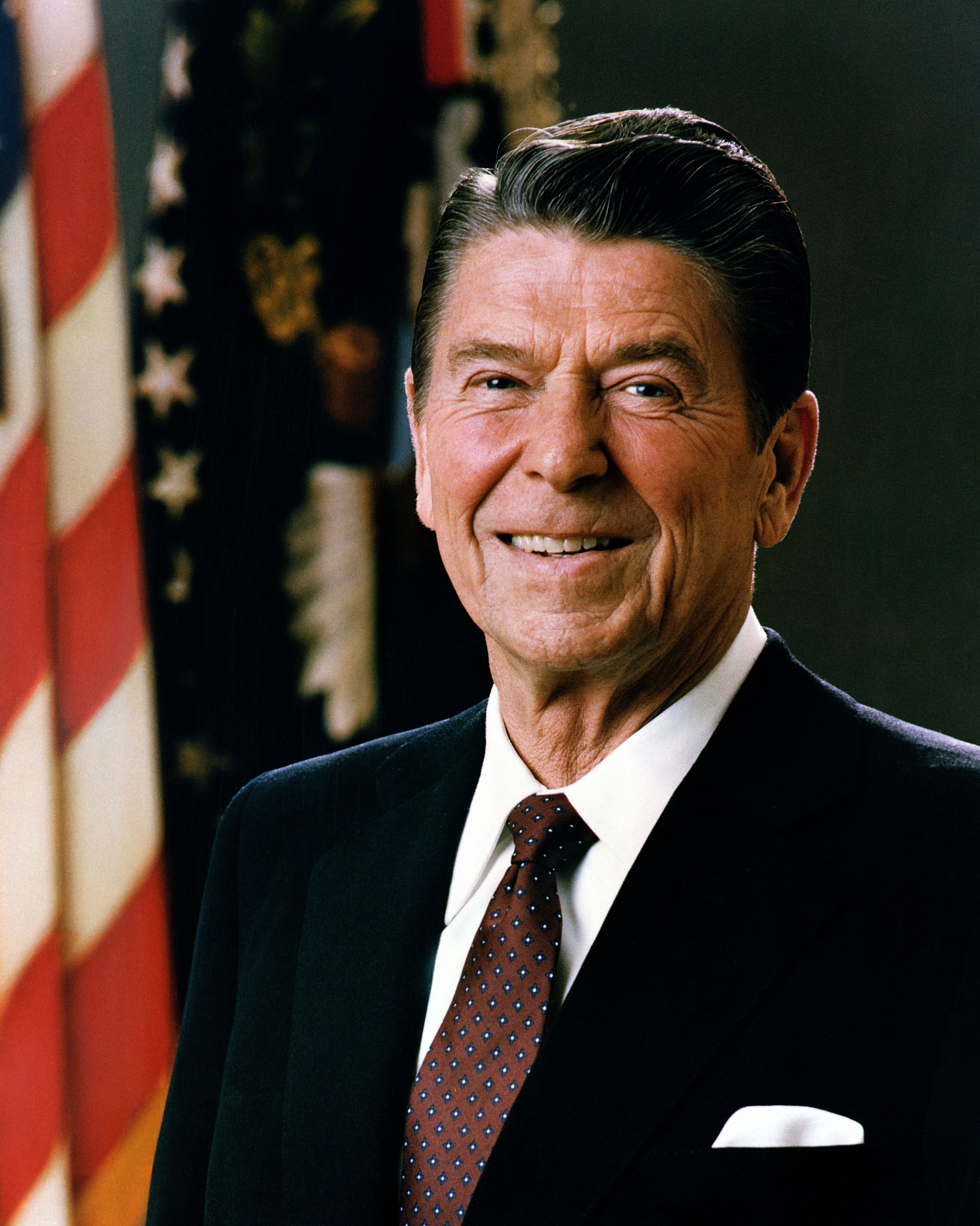
Ronald Reagan, la cui presidenza è durata dal 1981 al 1989, è considerato un'icona del Partito Repubblicano

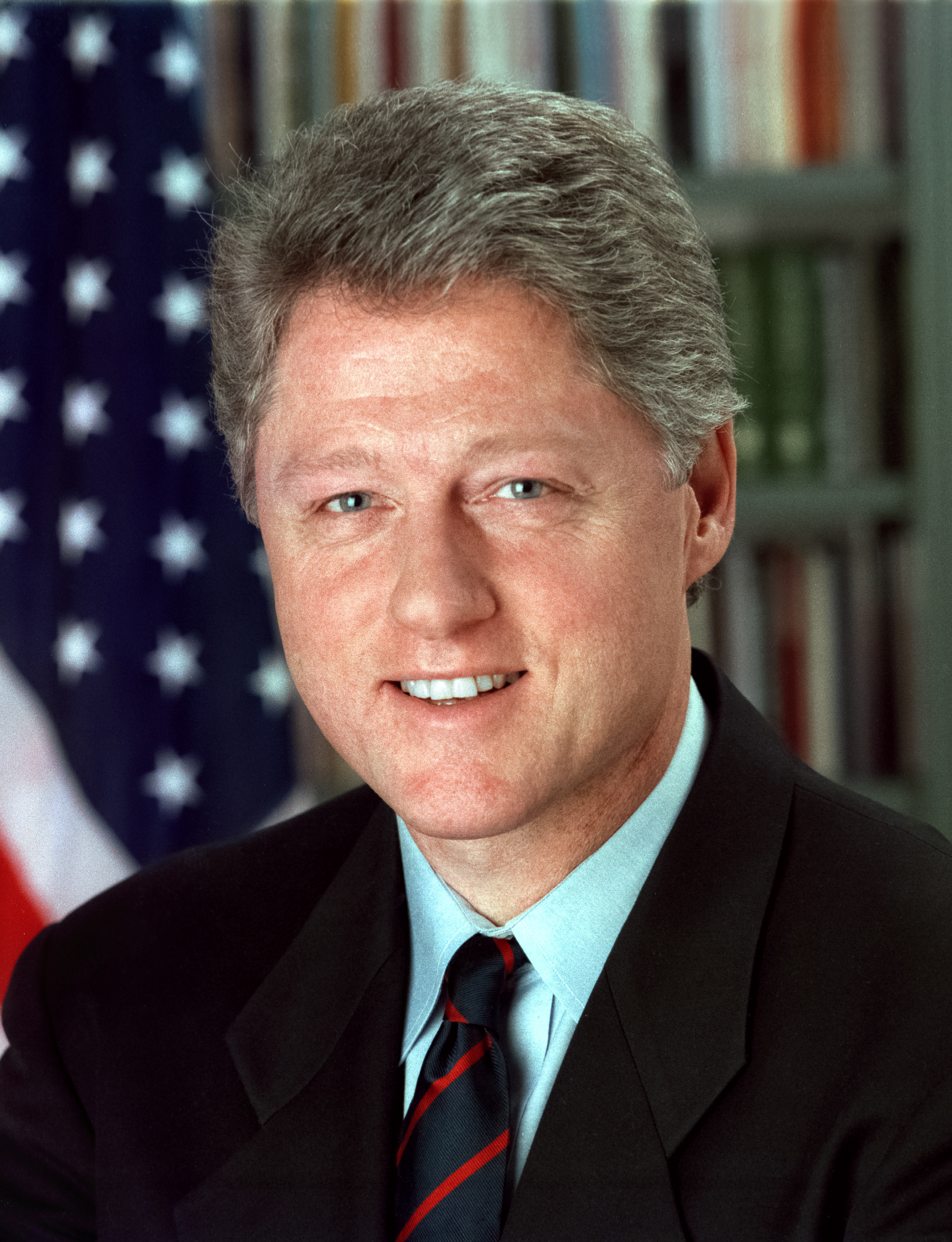
Bill Clinton, la cui presidenza è durata dal 1993 al 2001, fu presidente durante il più lungo periodo di prosperità economica negli Stati Uniti, ma anche parte incriminante del Sexgate che lo portò alla messa in stato di accusa nel 1998

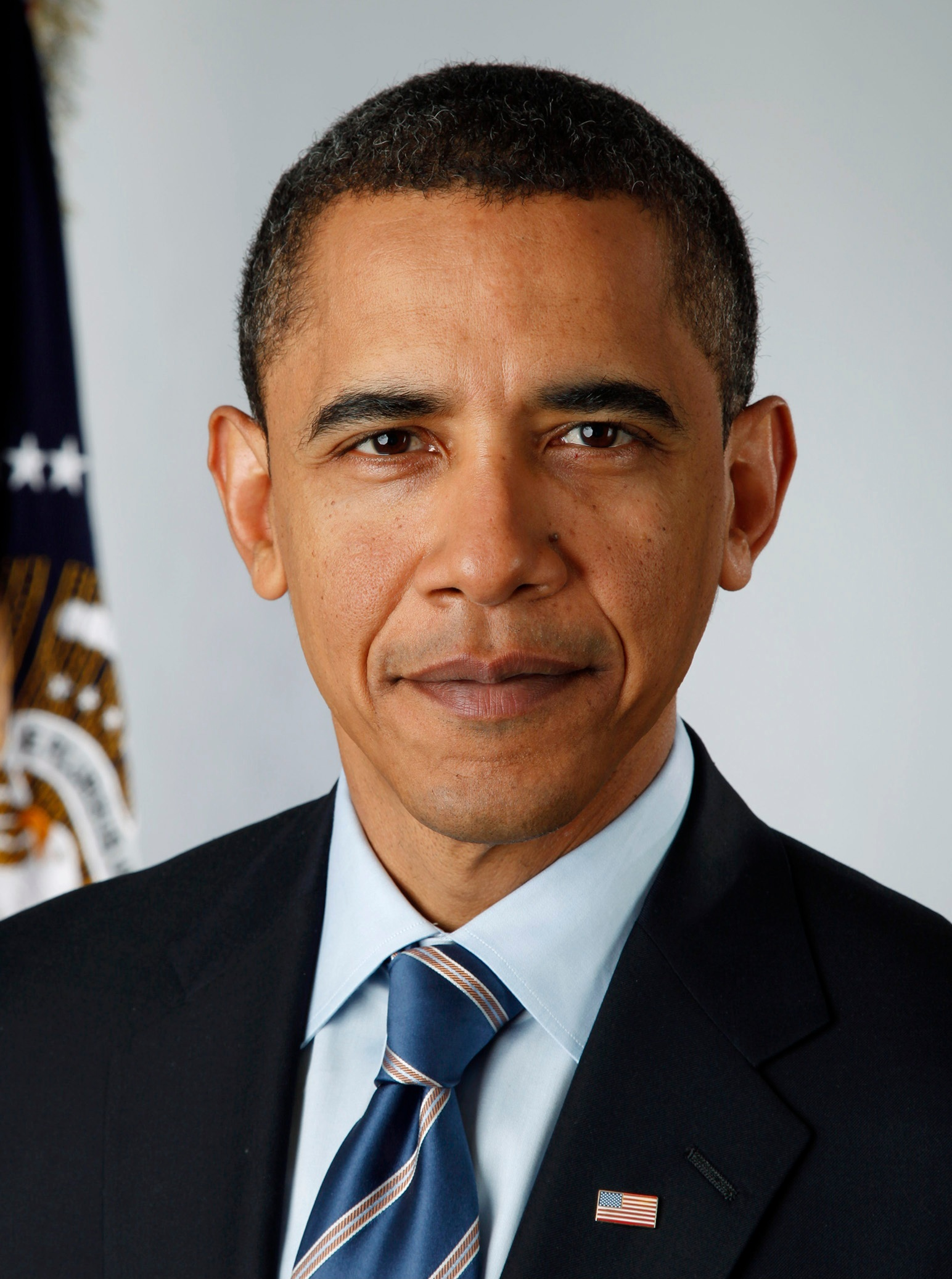
Barack Obama, la cui presidenza è durata dal 2009 al 2017, è stato il primo presidente afroamericano della storia degli USA. Della sua presidenza è celebre l'Obamacare. Fu insignito del Nobel per la Pace nel 2009, con conseguenti critiche per la partecipazione attiva nelle guerre in Medio Oriente

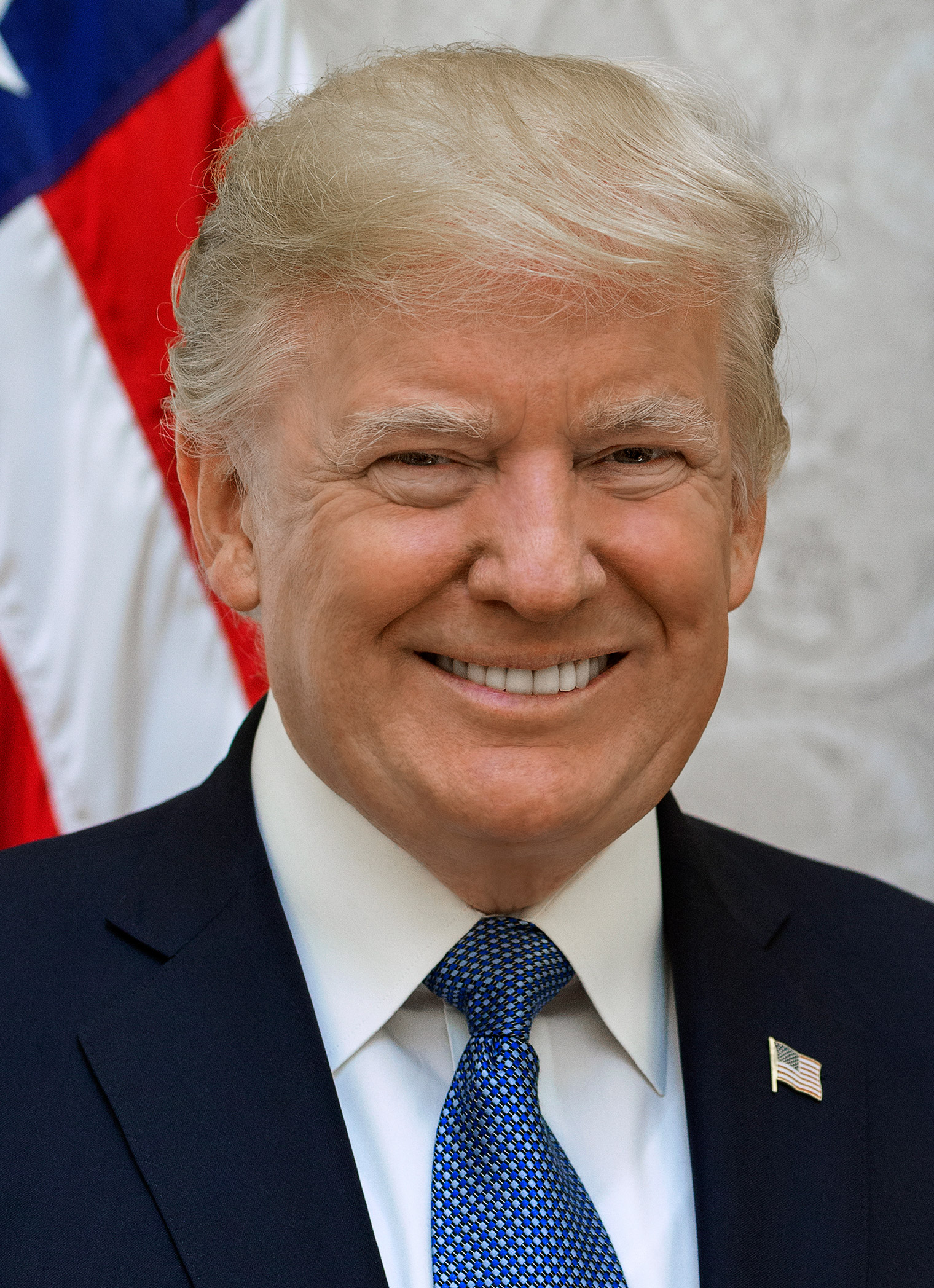
Donald Trump, la cui presidenza è durata dal 2017 al 2021 e di nuovo dal 2025, ha iniziato la sua carriera come uno dei peggiori presidenti dopo il 1945 secondo il sondaggio del Morning Consult. Personaggio tra i più polarizzanti, ha raggiunto il record di impopolarità per un presidente statunitense

L'inchiesta Murray-Blessing del 1982 chiedeva agli storici se fossero liberali o conservatori sulle questioni inerenti alla politica interna, gli affari sociali e l'economia degli Stati Uniti d'America. La tabella seguente mostra che i due gruppi presentavano solo lievi differenze nel classificare i presidenti migliori e peggiori. Entrambi i gruppi hanno concordato nella composizione di nove dei primi dieci presidenti (divisi sull'inclusione di Lyndon B. Johnson o Dwight Eisenhower) e di sei dei peggiori sette (divisi tra Jimmy Carter o Calvin Coolidge).

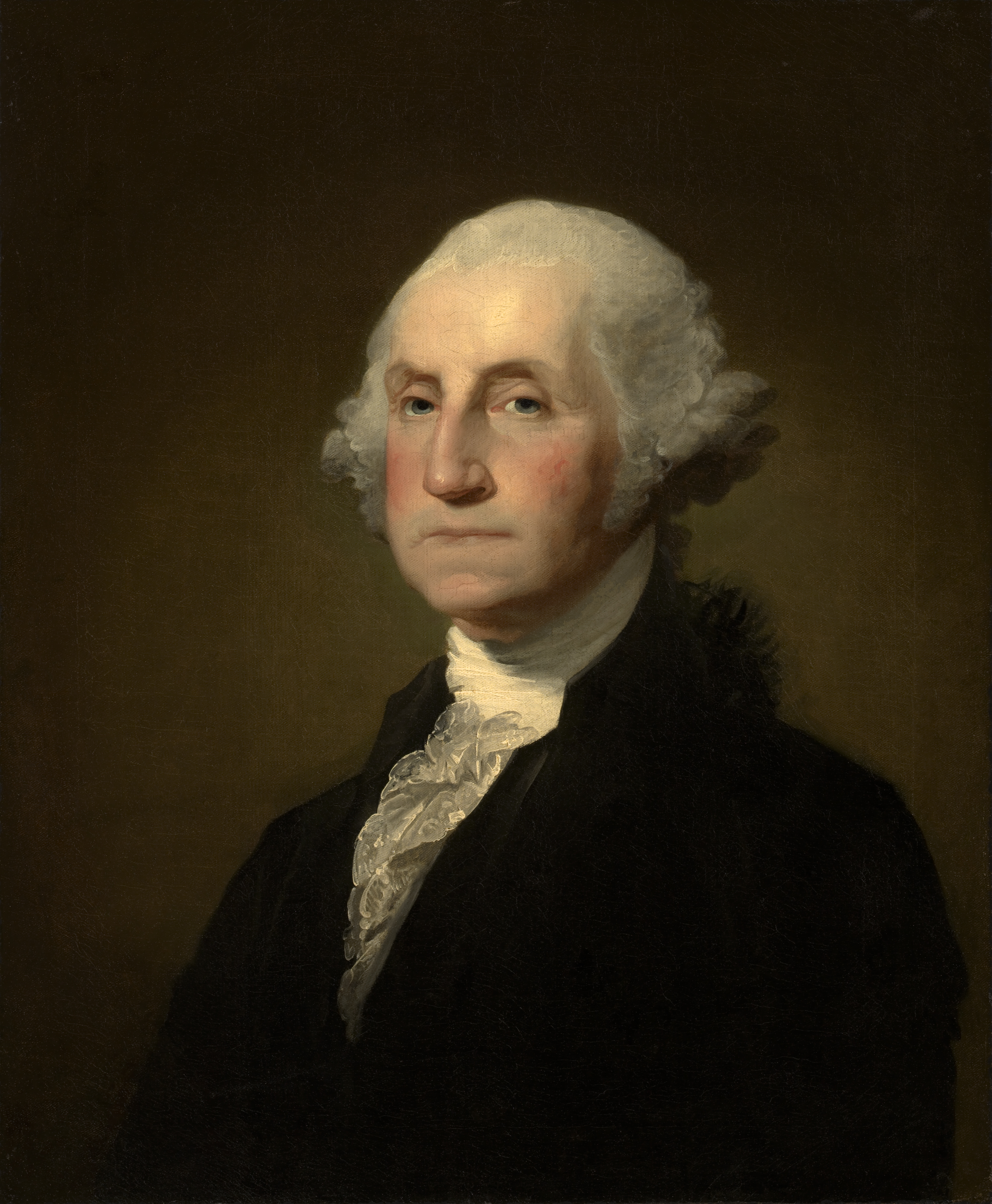
George Washington, la cui presidenza è durata dal 1789 al 1797, fu eletto all'unanimità come indipendente in quanto all'epoca non esistevano i partiti politici statunitensi

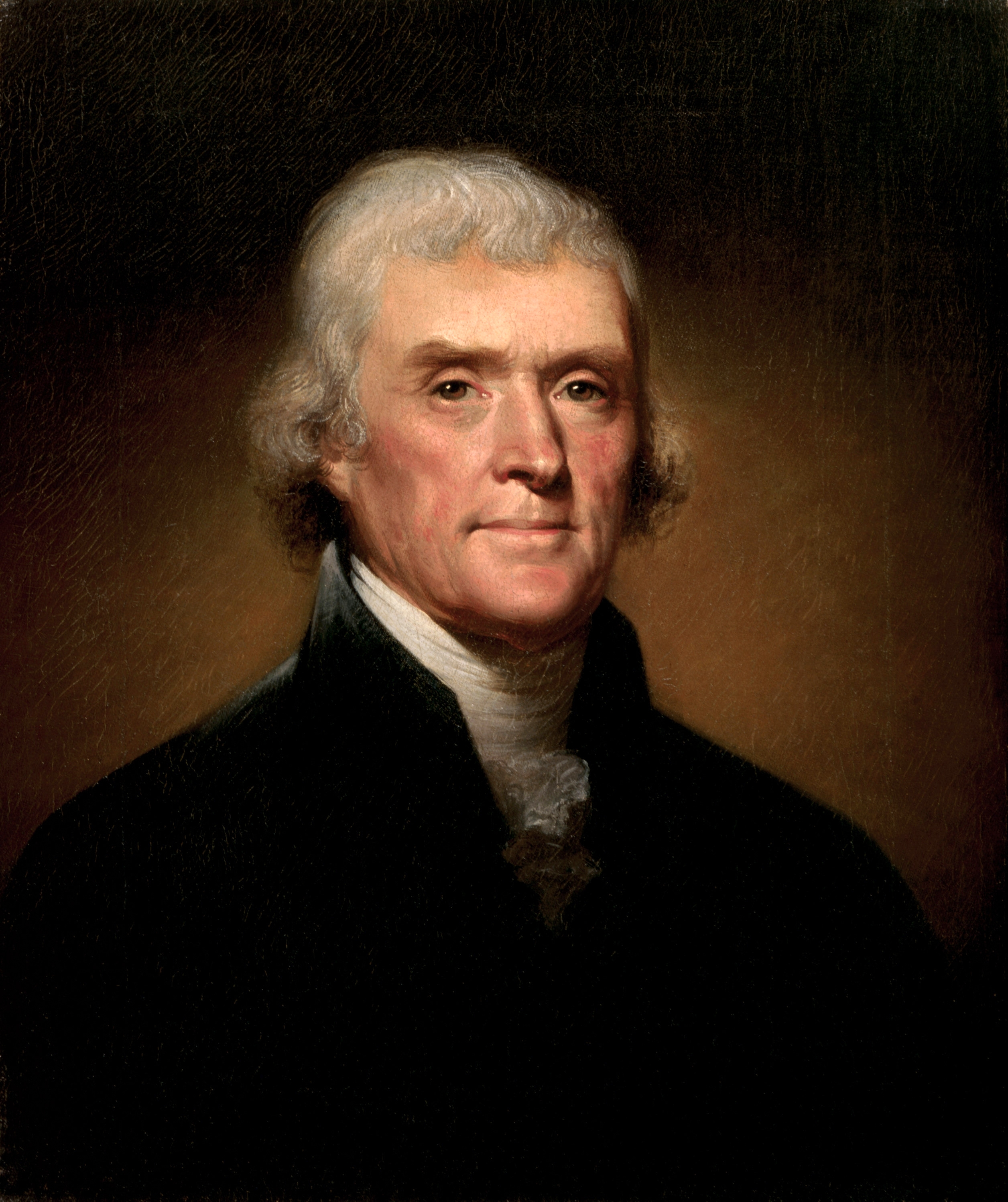
Thomas Jefferson, la cui presidenza è durata dal 1801 al 1809, è considerato dagli analisti tra i cinque migliori presidenti per via dei suoi successi pubblici, tra cui la paternità della dichiarazione d'indipendenza, per aver sostenuto la libertà religiosa in Virginia e per aver supervisionato l'acquisto della Louisiana

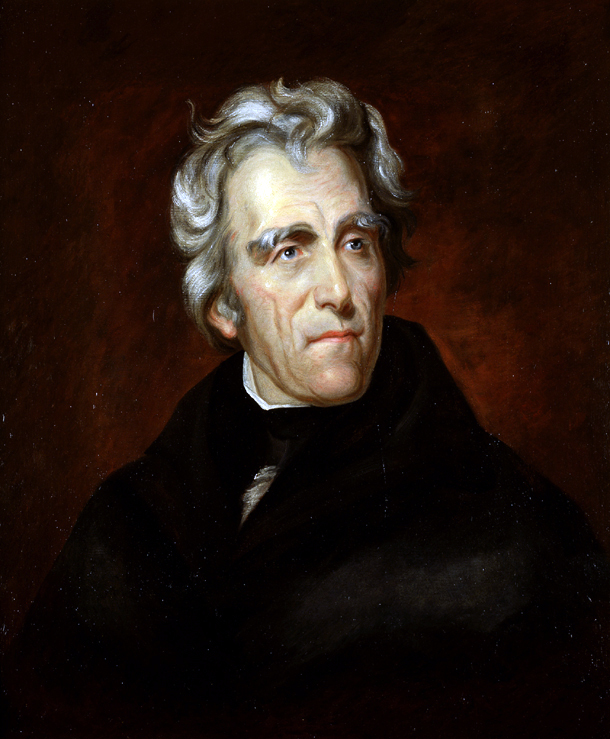
Andrew Jackson, la cui presidenza è durata dal 1829 al 1837, è spesso inserito dagli analisti nelle prime dieci posizioni, ma negli ultimi anni è stato considerato più in negativo a causa del trattamento dei nativi americani
(vedi il sentiero delle lacrime)

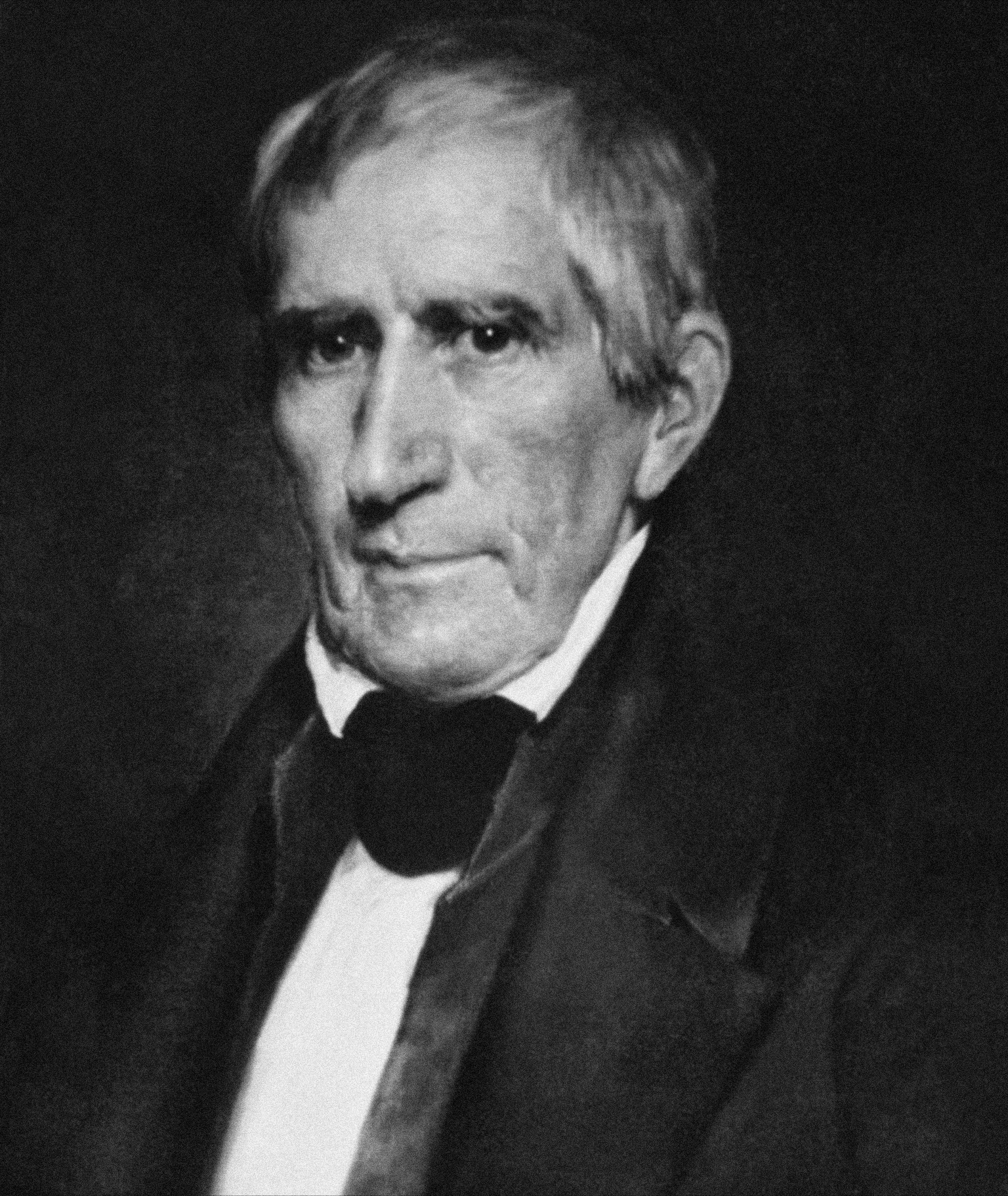
William Henry Harrison, la cui presidenza è stata la più breve della storia (31 giorni nel 1841), è spesso escluso dagli analisti nelle classifiche storiche dei presidenti o comunque piazzato nell'ultimo centile

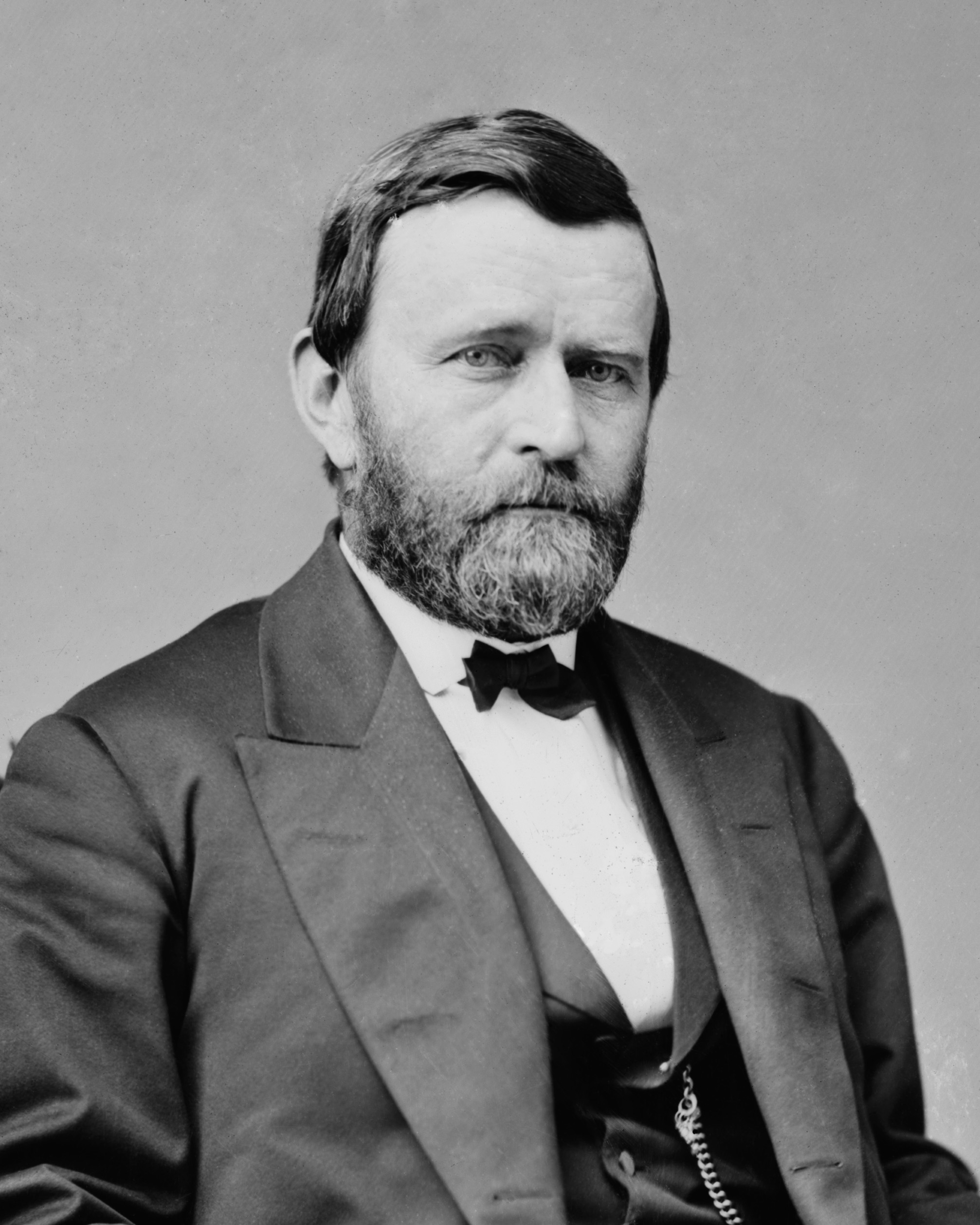
Ulysses S. Grant, la cui a presidenza è durata dal 1869 al 1877, non viene generalmente mai considerato come uno dei migliori presidenti, soprattutto per colpa della più lunga serie di scandali dell'intera storia Repubblicana che ha funestato la sua amministrazione, ma negli ultimi anni è stato rivalutato in positivo per il suo apporto ai diritti civili

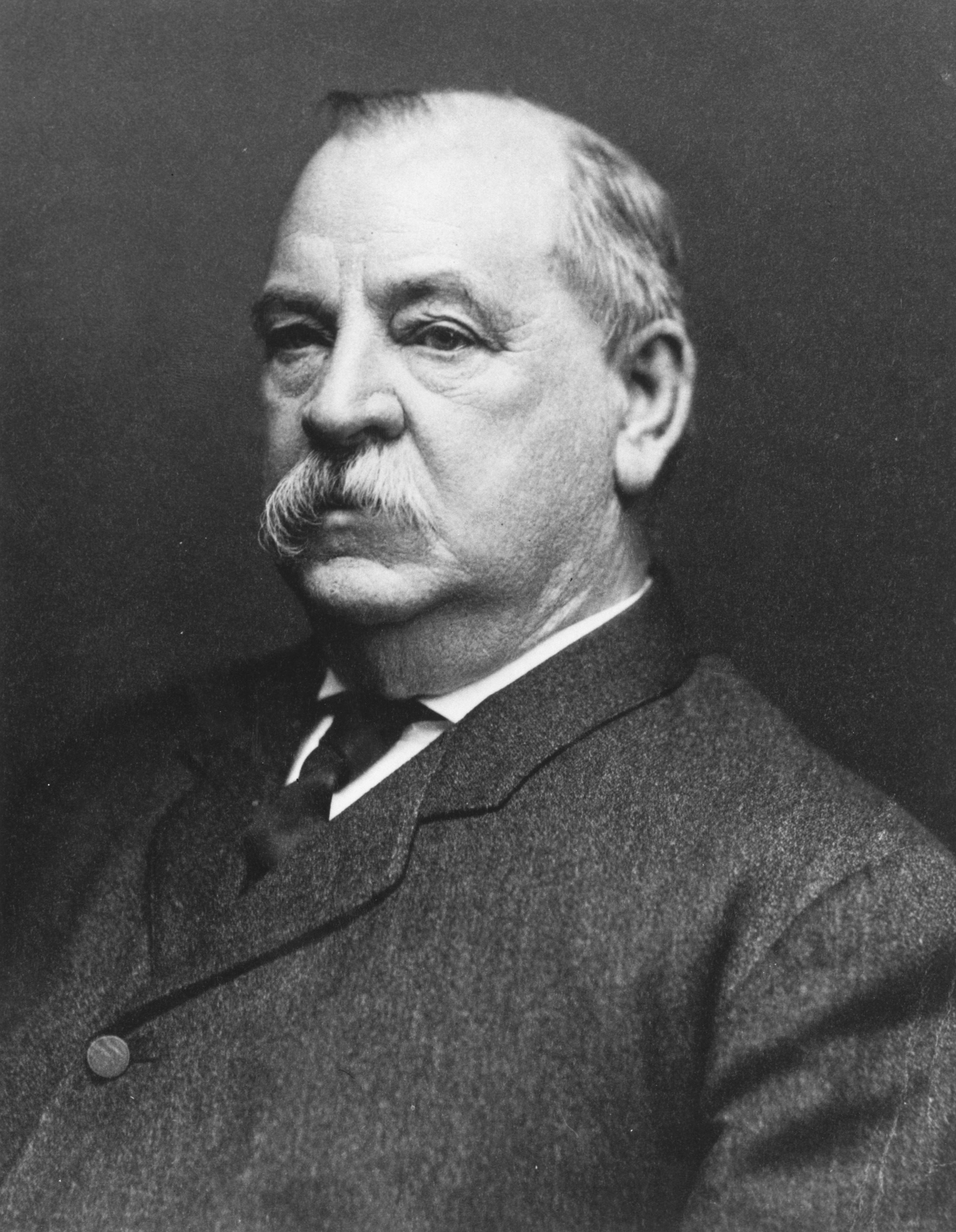
Grover Cleveland, le cui due presidenze durarono dal 1885 al 1889 e dal 1893 al 1897, è stato il primo presidente a essere stato eletto per due mandati non consecutivi

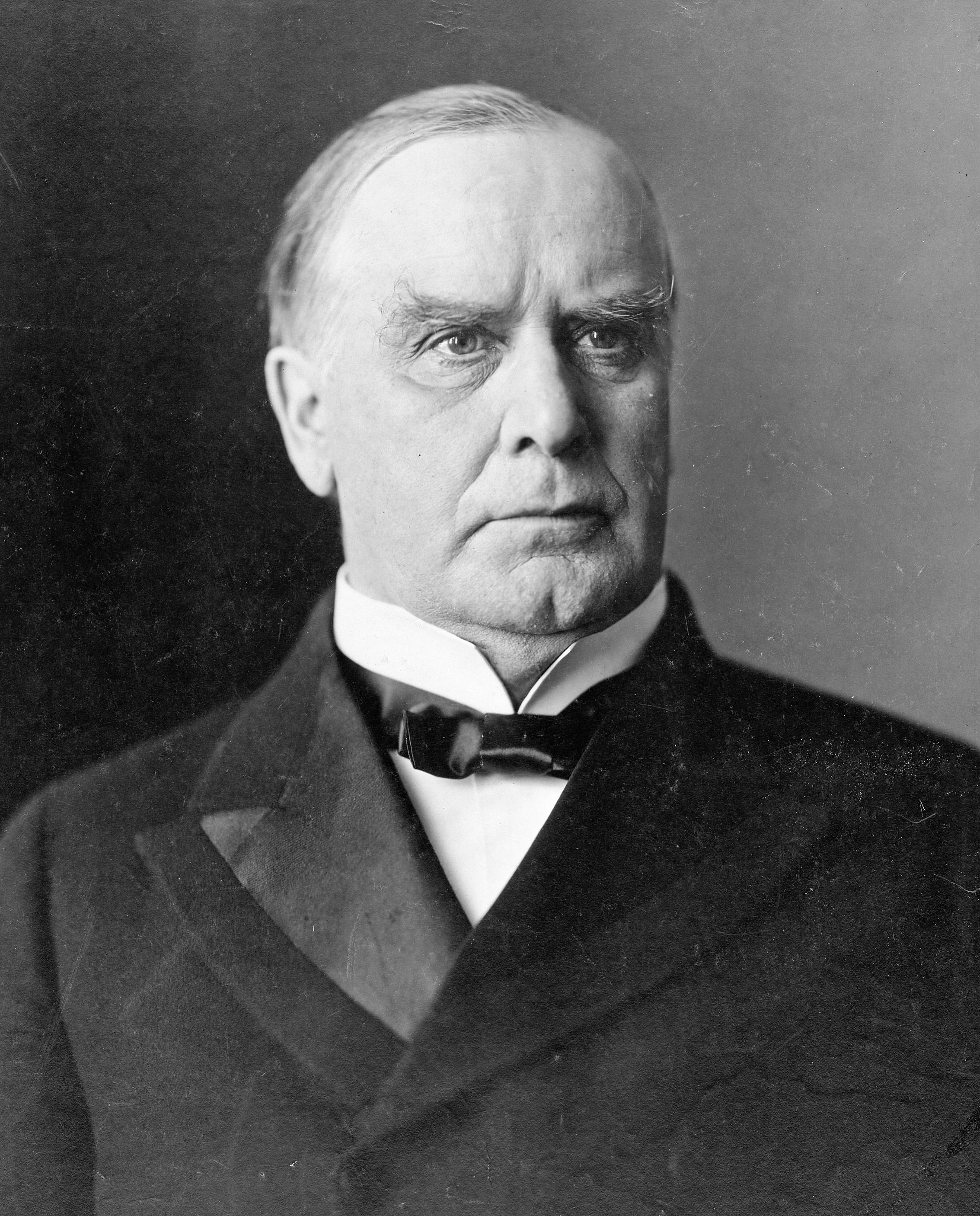
William McKinley, la cui presidenza è durata dal 1897 al 1901, nel corso del suo primo mandato ha scatenato e vinto la guerra ispano-americana, ma non ha potuto concludere il proprio incarico a causa del suo assassinio

Thomas Woodrow Wilson, la cui presidenza è durata dal 1913 al 1921, ha contribuito alla vittoria degli Alleati nella prima guerra mondiale e ricevuto il Premio Nobel per la pace nel 1919

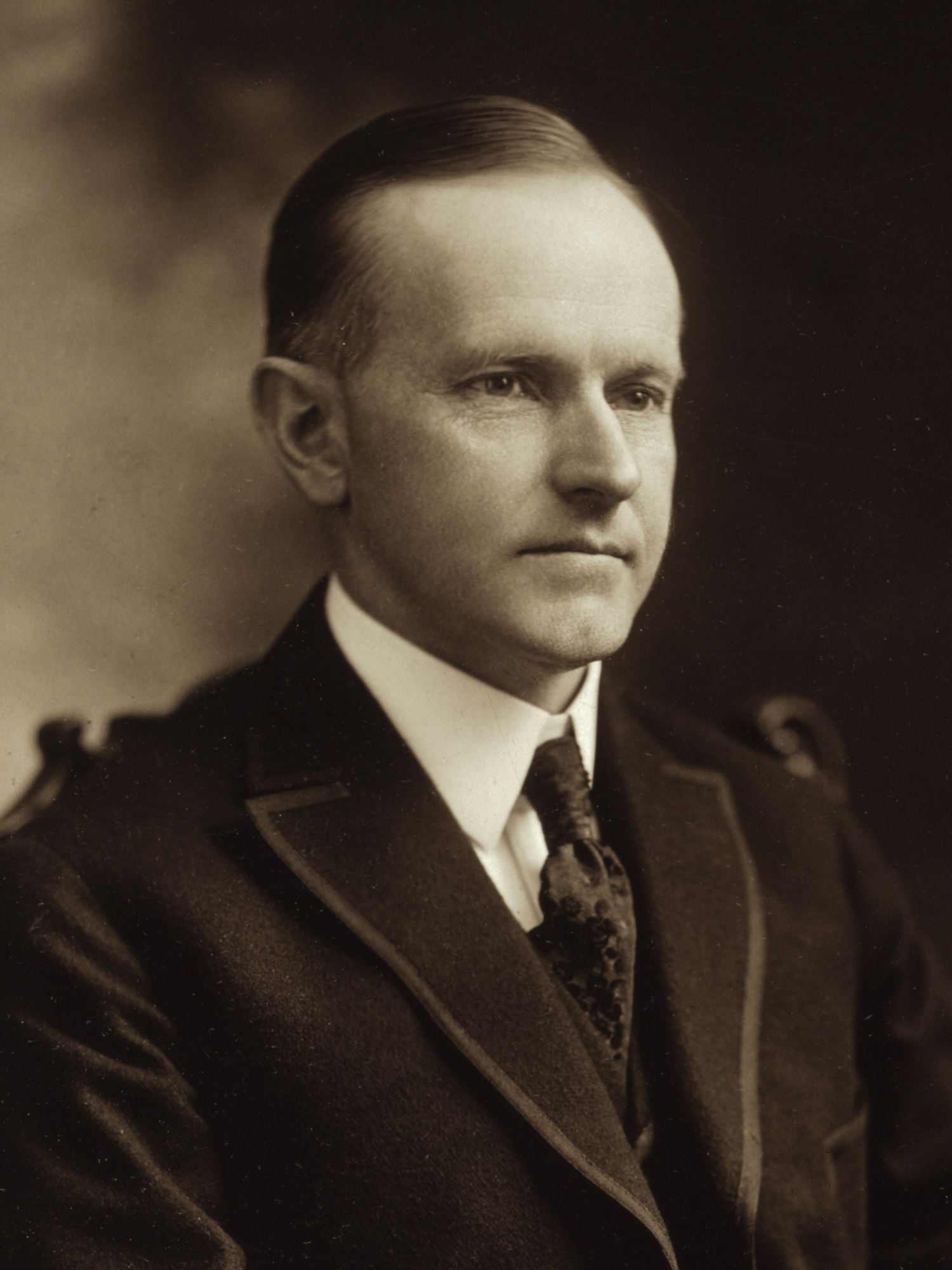
Calvin Coolidge, la cui presidenza è durata dal 1923 al 1929, è stato criticato per non aver usato gli eccessi del bilancio duranti gli anni ruggenti per aiutare agricoltori e lavoratori in industrie in difficoltà, ma è apprezzato nei suoi sforzi di egualitarismo razziale

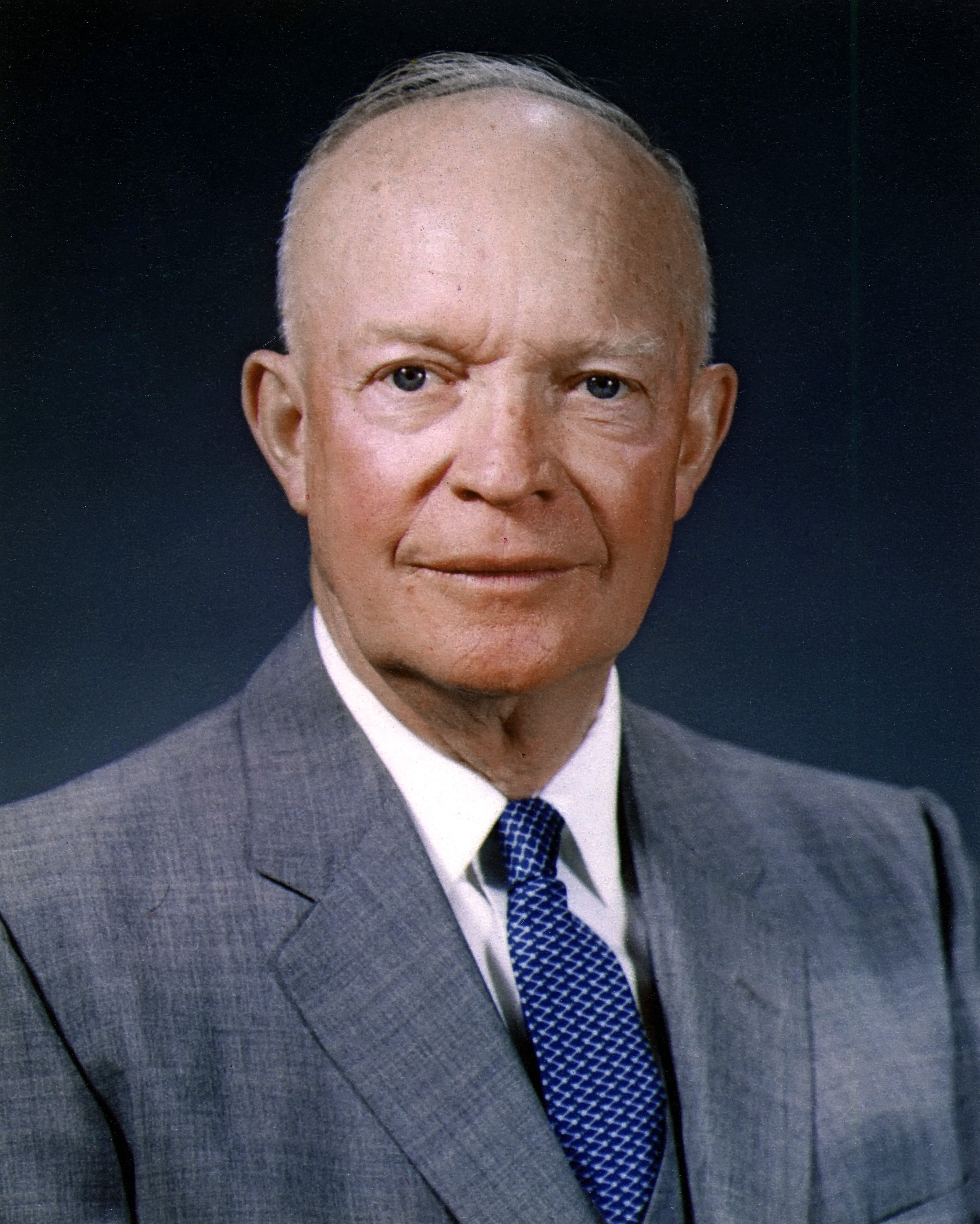
Dwight Eisenhower, la cui presidenza è durata dal 1953 al 1961, generale durante la seconda guerra mondiale e considerato dagli analisti tra i dieci migliori presidenti

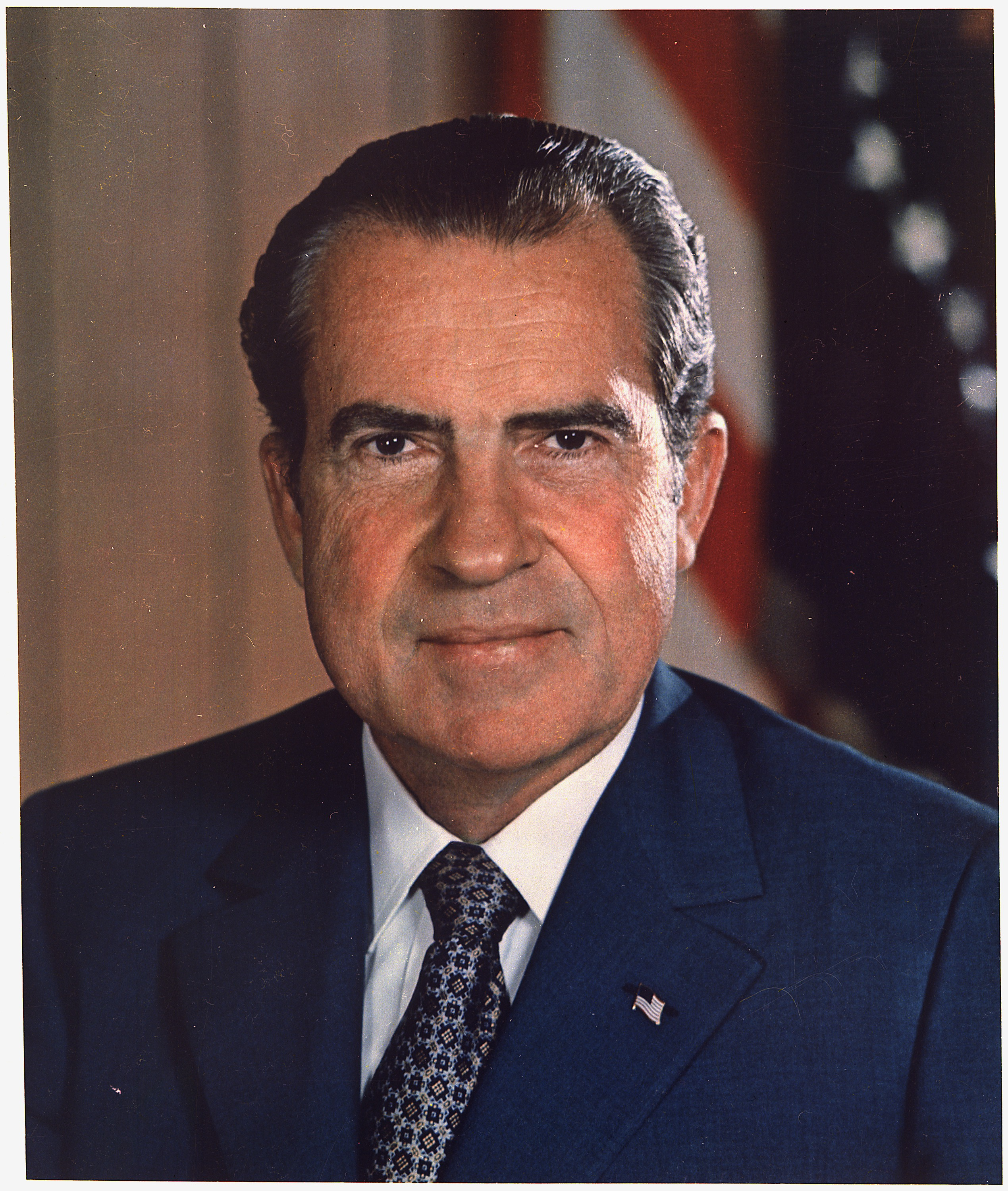
Richard Nixon, la cui presidenza è durata dal 1969 al 1974, fu il primo e unico presidente a dimettersi dall'incarico a causa della certa messa in stato d'accusa che lo avrebbe rimosso dalla Casa Bianca a causa dello scandalo Watergate

| Posizione | Liberali (190 intervistati) | Conservatori (50 intervistati) |
| --------- | --------------------------- | ------------------------------ |
| 1         | Abraham Lincoln             | Abraham Lincoln                |
| 2         | Franklin Delano Roosevelt   | George Washington              |
| 3         | George Washington           | Franklin Delano Roosevelt      |
| 4         | Thomas Jefferson            | Thomas Jefferson               |
| 5         | Theodore Roosevelt          | Theodore Roosevelt             |
| 6         | Thomas Woodrow Wilson       | Andrew Jackson                 |
| 7         | Andrew Jackson              | Harry Truman                   |
| 8         | Harry Truman                | Thomas Woodrow Wilson          |
| 9         | Lyndon B. Johnson           | Dwight Eisenhower              |
| 10        | John Adams                  | John Adams                     |
| ...       |                             |                                |
| 30        | Calvin Coolidge             | Jimmy Carter                   |
| 31        | Franklin Pierce             | Richard Nixon                  |
| 32        | James Buchanan              | Franklin Pierce                |
| 33        | Andrew Johnson              | Andrew Johnson                 |
| 34        | Ulysses S. Grant            | James Buchanan                 |
| 35        | Richard Nixon               | Ulysses S. Grant               |
| 36        | Warren Gamaliel Harding     | Warren Gamaliel Harding        |

## Analisi statistiche
Gli studiosi hanno esplorato se le classifiche degli storici di un presidente sono correlate con misure quantificabili. L'economista David R. Henderson e Zachary Gochenour hanno applicato un modello di regressione lineare per spiegare l'indagine C-SPAN sulle classifiche della leadership presidenziale. Hanno trovato le seguenti correlazioni come essere statisticamente significative:
| Variabile                               | Coefficiente | Valore-p |
| --------------------------------------- | ------------ | -------- |
| Crescita reale del reddito pro capite   | 7,75         | <0,05    |
| Anni in carica                          | 22,67        | <0,01    |
| Brillantezza intellettuale              | 57,79        | <0,01    |
| Eroi di guerra                          | 147,86       | <0,01    |
| Morti assassinati                       | 195,97       | <0,001   |
| Grado pro-capite delle vittime militari | −8,73        | <0,001   |

Hanno concluso che «i risultati indicano il numero delle morti militari in guerra (in percentuale sulla popolazione totale) è un fattore determinante della grandezza presidenziale agli occhi degli storici».

## Approcci di gruppi minoritari
Nel 2002 Ronald W. Walters, ex direttore dell'African American Leadership Institute dell'Università del Maryland, College Park, ha dichiarato che la classificazione dei presidenti in base a come ciascuno di loro è riuscito a bilanciare gli interessi della maggioranza con quelli dei gruppi esclusi o minoritari erano funzionali al dibattito americano sulla politica razziale.
I presidenti sono stati tradizionalmente classificati in base alle qualità personali e alla capacità di comando nel risolvere problemi muovendo la nazione in una direzione considerata positiva. Walters ha affermato anche che c'era una differenza qualitativa tra gli intellettuali bianchi americani e quelli afroamericani nella valutazione dei presidenti.
In un sondaggio di Arthur M. Schlesinger Jr. comparso nel 1996 sul New York Times, trentuno storici bianchi e uno nero hanno valutato i presidenti in diverse categorie di grandezza. Invece in una ricerca condotta dai professori Hanes Walton Jr. e Robert Smith (poi pubblicata come testo divulgativo intitolato American Politics And The African American Quest For Universal Freedom) quarantaquattro storici e politologi afroamericani hanno classificato i presidenti in base alle loro convinzioni personali comparate alle loro iniziative politiche tese a contrastare la subordinazione razziale.
Gli atteggiamenti, le politiche e le prospettive dei singoli presidenti erano storicamente classificati in cinque categorie: suprematista bianco; razzista; istituzionalmente neutrale; ambivalente (le cui azioni vanno dall'antirazzismo alla neutralità); e antirazzista. Qualsiasi giudizio sulla grandezza di un presidente richiederebbe quindi anche una considerazione della sua sensibilità razziale, dopo tutto questo argomento è esistito come discussione subliminale tra le comunità dominanti e subordinate negli Stati Uniti fin dal principio della loro storia. Più recentemente è emersa come una questione di interesse nazionale tra coloro che stanno riesaminando il passato di presidenti importanti come George Washington e Thomas Jefferson, i quali assecondarono apertamente la schiavitù negli Stati Uniti d'America.
Infatti ci si chiede come si debba valutare la grandezza di un personaggio complesso come Jefferson, che sembrava opporsi alla schiavitù mentre al contempo possedeva degli schiavi e intratteneva una relazione con un'afroamericana, Sally Hemings. Allo stesso modo ci si chiede come valutare Lyndon B. Johnson e Richard Nixon, che pur sostenendo vari aspetti dei diritti civili allo stesso tempo in privato si riferivano ai neri usando espressioni razziali dispregiative e oltraggiose.
Questa tensione viene ben illustrata quando si considerano i più recenti presidenti come Ronald Reagan, il quale - insieme a George H. W. Bush, Dwight Eisenhower e Gerald Ford - è classificato nell'indagine di Walton e Smith come «ambivalente razzista». La NAACP invece alla resa oggettiva dei fatti considera Reagan un presidente «razzista», perché il suo stile di governo ha escluso completamente i neri dall'accesso alla Casa Bianca, svalutato l'eredità dei diritti civili e portato al ritiro dei fondi federali per sostenere lo sviluppo della comunità nera.

## Opinione pubblica

### Sondaggio Rasmussen 2007
Secondo un sondaggio Rasmussen Report condotto nel 2007 sei presidenti (George Washington, Abraham Lincoln, Thomas Jefferson, Theodore Roosevelt, Franklin Delano Roosevelt e John Fitzgerald Kennedy) sono stati valutati favorevolmente da almeno l'80% dei cittadini statunitensi.
| Presidente                | Giudizio positivo | Giudizio negativo | Giudizio netto positivo |
| ------------------------- | ----------------- | ----------------- | ----------------------- |
| George Washington         | 94                | 2                 | 92                      |
| Abraham Lincoln           | 92                | 4                 | 88                      |
| Thomas Jefferson          | 89                | 4                 | 85                      |
| Theodore Roosevelt        | 84                | 8                 | 76                      |
| Franklin Delano Roosevelt | 81                | 12                | 69                      |
| John Fitzgerald Kennedy   | 80                | 13                | 67                      |
| John Adams                | 74                | 9                 | 65                      |
| James Madison             | 73                | 8                 | 65                      |
| Ronald Reagan             | 72                | 22                | 50                      |
| Dwight Eisenhower         | 72                | 15                | 57                      |
| Harry Truman              | 70                | 14                | 56                      |
| Andrew Jackson            | 69                | 14                | 55                      |
| Gerald Ford               | 62                | 26                | 36                      |
| John Quincy Adams         | 59                | 7                 | 52                      |
| Ulysses S. Grant          | 58                | 24                | 34                      |
| George H. W. Bush         | 57                | 41                | 16                      |
| Jimmy Carter              | 57                | 34                | 23                      |
| William Howard Taft       | 57                | 15                | 42                      |
| Thomas Woodrow Wilson     | 56                | 19                | 37                      |
| Bill Clinton              | 55                | 41                | 14                      |
| James Monroe              | 49                | 10                | 39                      |
| Herbert Hoover            | 48                | 34                | 14                      |
| Lyndon B. Johnson         | 45                | 42                | 3                       |
| Andrew Johnson            | 45                | 26                | 19                      |
| Chester Arthur            | 43                | 17                | 26                      |
| James A. Garfield         | 42                | 16                | 26                      |
| William McKinley          | 42                | 24                | 18                      |
| George W. Bush            | 41                | 59                | −18                     |
| Grover Cleveland          | 40                | 26                | 14                      |
| Calvin Coolidge           | 38                | 31                | 7                       |
| Rutherford Hayes          | 38                | 19                | 19                      |
| Richard Nixon             | 32                | 60                | −28                     |
| Benjamin Harrison         | 30                | 35                | −5                      |
| Warren Gamaliel Harding   | 29                | 33                | −4                      |
| James Buchanan            | 28                | 32                | −4                      |
| James Knox Polk           | 27                | 21                | 6                       |
| Zachary Taylor            | 26                | 18                | 8                       |
| Martin Van Buren          | 23                | 19                | 4                       |
| William Henry Harrison    | 21                | 16                | 5                       |
| Franklin Pierce           | 17                | 25                | −8                      |
| Millard Fillmore          | 17                | 25                | −8                      |
| John Tyler                | 9                 | 15                | −6                      |

### Sondaggio Gallup 2011
Un sondaggio Gallup sulla bravura e il successo presidenziale condotto tra il 2 e il 5 febbraio 2011 ha chiesto a 1.015 adulti la seguente domanda: «Chi consideri il più grande presidente della storia degli Stati Uniti d'America?».
1. Ronald Reagan (19%)
2. Abraham Lincoln (14%)
3. Bill Clinton (13%)
4. John Fitzgerald Kennedy (11%)
5. George Washington (10%)
6. Franklin Delano Roosevelt (8%)
7. Barack Obama (5%)
8. Theodore Roosevelt (3%)
9. Harry Truman (3%)
10. George W. Bush (2%)
11. Thomas Jefferson (2%)
12. Jimmy Carter (1%)
13. Dwight Eisenhower (1%)
14. George H. W. Bush (1%)
15. Andrew Jackson (<0,5%)
16. Lyndon B. Johnson (<0,5%)
17. Richard Nixon (<0,5%)

Altri ha ricevuto l'1%, nessuno l'1% e nessuna opinione il 5%.

## Opinione pubblica sui presidenti recenti
Questi sondaggi valutano solo i presidenti dal 1961 in poi.

### Sondaggio Gallup 2010
Un sondaggio Gallup condotto tra il 19 e il 21 novembre 2010 ha chiesto ai cittadini statunitensi di dire in base a ciò che sanno o ricordano dei nove presidenti più recenti se approvano o disapprovano il modo in cui ognuno ha gestito il proprio ufficio mentre si trovava in carica.
1. John Fitzgerald Kennedy (85% e 10%)
2. Ronald Reagan (74% e 24%)
3. Bill Clinton (69% e 30%)
4. George H. W. Bush (64% e 34%)
5. Gerald Ford (61% e 26%)
6. Jimmy Carter (52% e 42%)
7. Lyndon B. Johnson (49% e 36%)
8. George W. Bush (47% e 51%)
9. Richard Nixon (29% e 65%)

### Sondaggio Public Policy Polling 2011
Un sondaggio Public Policy Polling condotto tra l'8 e l'11 settembre 2011 ha chiesto a 665 elettori statunitensi basandosi su ciò che sanno o ricordano dei nove presidenti più recenti (indipendentemente dal fatto che abbiano opinioni favorevoli o sfavorevoli su di lui) chi abbia saputo gestire meglio il proprio ufficio mentre si trovava in carica.
1. John Fitzgerald Kennedy (74% e 15%)
2. Ronald Reagan (60% e 30%)
3. Bill Clinton (62% e 34%)
4. George H. W. Bush (53% e 35%)
5. Gerald Ford (45% e 26%)
6. Jimmy Carter (45% e 43%)
7. Lyndon B. Johnson (36% e 39%)
8. George W. Bush (41% e 51%)
9. Richard Nixon (19% e 62%)

### Sondaggio Vision Critical/Angus Reid 2011
Un sondaggio Vision Critical/Angus Reid condotto tra il 18 e il 19 febbraio 2011 ha chiesto agli intervistati quale degli undici ex presidenti (incluso Barack Obama) fosse stato il migliore e quale il peggiore.
1. John Fitzgerald Kennedy (80% e 6%)
2. Ronald Reagan (72% e 16%)
3. Bill Clinton (65% e 24%)
4. Dwight Eisenhower (61% e 6%)
5. Harry Truman (57% e 7%)
6. Jimmy Carter (47% e 28%)
7. George H. W. Bush (44% e 38%)
8. Barack Obama (41% e 33%)
9. Gerald Ford (37% e 25%)
10. Lyndon B. Johnson (33% e 27%)
11. George W. Bush (30% e 55%)
12. Richard Nixon (24% e 54%)

### Sondaggio Gallup 2013
Un sondaggio Gallup condotto tra il 7 e il 10 novembre 2013 ha chiesto a 1039 adulti la seguente domanda: «Come pensi che ciascuno dei seguenti presidenti passerà alla storia—come un presidente eccezionale, sopra la media, nella media, sotto la media, o del tutto scarso?».
| Presidente              | Eccezionale | Sopra la media | Nella media | Sotto la media | Del tutto scarso | Senza alcuna opinione | Media ponderata |
| ----------------------- | ----------- | -------------- | ----------- | -------------- | ---------------- | --------------------- | --------------- |
| Dwight Eisenhower       | 10%         | 39%            | 36%         | 2%             | 1%               | 12%                   | 3,63            |
| John Fitzgerald Kennedy | 18%         | 56%            | 19%         | 2%             | 1%               | 4%                    | 3,92            |
| Lyndon B. Johnson       | 4%          | 16%            | 46%         | 14%            | 8%               | 12%                   | 2,93            |
| Richard Nixon           | 2%          | 13%            | 27%         | 29%            | 23%              | 6%                    | 2,38            |
| Gerald Ford             | 2%          | 14%            | 56%         | 15%            | 5%               | 8%                    | 2,92            |
| Jimmy Carter            | 4%          | 19%            | 37%         | 20%            | 15%              | 6%                    | 2,76            |
| Ronald Reagan           | 19%         | 42%            | 27%         | 6%             | 4%               | 2%                    | 3,67            |
| George H. W. Bush       | 3%          | 24%            | 48%         | 12%            | 10%              | 2%                    | 2,98            |
| Bill Clinton            | 11%         | 44%            | 29%         | 9%             | 6%               | 1%                    | 3,45            |
| George W. Bush          | 3%          | 18%            | 36%         | 20%            | 23%              | 1%                    | 2,58            |
| Barack Obama            | 6%          | 22%            | 31%         | 18%            | 22%              | 1%                    | 2,72            |

### Sondaggio Quinnipiac 2014
Un sondaggio condotto dalla Quinnipiac University tra il 24 e il 30 giugno 2014 ha chiesto a 1446 elettori registrati quali pensavano fossero stati i presidenti migliori e peggiori dalla seconda guerra mondiale in poi.
- Il migliore dal 1945:

1. Ronald Reagan (35%)
2. Bill Clinton (18%)
3. John Fitzgerald Kennedy (15%)
4. Barack Obama (8%)
5. Dwight Eisenhower (5%)
6. Harry Truman (4%)
7. Lyndon B. Johnson (pari merito) (3%)
8. George H. W. Bush (pari merito) (3%)
9. Jimmy Carter (2%)
10. Richard Nixon (pari merito) (1%)
11. Gerald Ford (pari merito) (1%)
12. George W. Bush (pari merito) (1%)

- Il peggiore dal 1945:

1. Barack Obama (33%)
2. George W. Bush (28%)
3. Richard Nixon (13%)
4. Jimmy Carter (8%)
5. Lyndon B. Johnson (tie) (3%)
6. Ronald Reagan (pari merito) (3%)
7. Bill Clinton (pari merito) (3%)
8. Gerald Ford (pari merito) (2%)
9. George H. W. Bush (pari merito) (2%)
10. Dwight Eisenhower (1%)
11. Harry Truman (pari merito) (<1%)
12. John Fitzgerald Kennedy (pari merito) (<1%)

### Sondaggio Quinnipiac 2017
Quattro anni dopo il sondaggio Quinnipiac University condotto tra il 20 e il 25 gennaio 2017 ha chiesto a 1190 elettori quali pensavano fossero stati i presidenti migliori e peggiori dalla seconda guerra mondiale in poi.
- Il migliore dal 1945:

1. Ronald Reagan (30%)
2. Barack Obama (29%)
3. John Fitzgerald Kennedy (12%)
4. Bill Clinton (9%)
5. Dwight Eisenhower (pari merito) (3%)
6. George W. Bush (pari merito) (3%)
7. Harry Truman (pari merito) (2%)
8. Lyndon B. Johnson (pari merito) (2%)
9. Jimmy Carter (pari merito) (2%)
10. George H. W. Bush (pari merito) (2%)
11. Richard Nixon (<1%)
12. Gerald Ford (<1%)

- Il peggiore dal 1945:

1. Richard Nixon (24%)
2. Barack Obama (23%)
3. George W. Bush (22%)
4. Jimmy Carter (10%)
5. Ronald Reagan (5%)
6. Bill Clinton (4%)
7. Lyndon B. Johnson (3%)
8. George H. W. Bush (2%)
9. Gerald Ford (1%)
10. Harry Truman (pari merito) (<1%)
11. Dwight Eisenhower (pari merito) (<1%)
12. John Fitzgerald Kennedy (pari merito) (<1%)

### Sondaggio Morning Consult 2017
Il sondaggio Morning Consult condotto dal 9 al 10 febbraio 2017 ha chiesto a 1791 elettori registrati quali pensavano fossero stati i presidenti migliori e peggiori dalla seconda guerra mondiale in poi, includendo per la prima volta Donald Trump.
- Il migliore dopo il 1945:

1. Ronald Reagan (26%)
2. Barack Obama (20%)
3. John Fitzgerald Kennedy (17%)
4. Bill Clinton (9%)
5. Donald Trump (6%)
6. George W. Bush (pari merito) (2%)
7. Harry Truman (pari merito) (2%)
8. Jimmy Carter (pari merito) (2%)
9. George H. W. Bush (pari merito) (2%)
10. Richard Nixon (pari merito) (1%)
11. Lyndon B. Johnson (pari merito) (1%)
12. Gerald Ford (<1%)

- Il peggiore dopo il 1945:

1. Donald Trump (26%)
2. Barack Obama (25%)
3. Richard Nixon (13%)
4. George W. Bush (7%)
5. Bill Clinton (6%)
6. Jimmy Carter (5%)
7. George H. W. Bush (3%)
8. Lyndon B. Johnson (2%)
9. Ronald Reagan (pari merito) (1%)
10. Gerald Ford (pari merito) (1%)
11. Harry Truman (pari merito) (<1%)
12. John Fitzgerald Kennedy (pari merito) <1%)

### Sondaggio Quinnipiac 2018
Il sondaggio Quinnipiac condotto dal 3 al 5 marzo 2018 ha chiesto a 1122 elettori quali pensavano fossero stati i presidenti migliori e peggiori dalla seconda guerra mondiale in poi.
- Il migliore dopo il 1945:

1. Ronald Reagan (28%)
2. Barack Obama (24%)
3. John F. Kennedy (pari merito) (10%)
4. Bill Clinton (pari merito) (10%)
5. Donald Trump (7%)
6. Dwight Eisenhower (4%)
7. Harry Truman (pari merito) (3%)
8. Jimmy Carter (pari merito) (3%)
9. Lyndon B. Johnson (2%)
10. George H.W. Bush (pari merito) (1%)
11. Richard Nixon (pari merito) (1%)
12. George W. Bush (pari merito) (1%)
13. Gerald R. Ford (<1%)

- Il peggiore dopo il 1945:

1. Donald Trump (41%)
2. Barack Obama (21%)
3. Richard Nixon (10%)
4. Jimmy Carter (8%)
5. George W. Bush (6%)
6. Bill Clinton (4%)
7. Lyndon B. Johnson (pari merito) (2%)
8. Ronald Reagan (pari merito) (2%)
9. Gerald R. Ford (1%)
10. Harry S. Truman (pari merito) (<1%)
11. Dwight Eisenhower (pari merito) (<1%)
12. John F. Kennedy (pari merito) (<1%)
13. George H.W. Bush (pari merito) (<1%)

## Siena College Research Institute, Presidential Expert Poll 2010
- Blu, colore di sfondo indicante il primo centile.
- Verde, colore di sfondo indicante il secondo centile.
- Arancio, colore di sfondo indicante il terzo centile.
- Rosso, colore di sfondo indicante il quarto centile.

Fonte:
| Sequenza | Presidente                | Partito                  | Ambiente sociale | Leadership nel partito | Abilità comunicative | Rapporto con il Congresso | Nomine giuridiche | Gestione economica | Fortuna | Capacità di compromesso | Disponibilità a correre rischi | Incarichi esecutivi | Abilità in generale | Immaginazione | Politica interna | Integrità morale | Abilità esecutive | Politica estera | Abilità di comando | Quoziente intellettivo | Bravura nell'evitare errori cruciali | Punto di vista degli esperti | Totale |
| -------- | ------------------------- | ------------------------ | ---------------- | ---------------------- | -------------------- | ------------------------- | ----------------- | ------------------ | ------- | ----------------------- | ------------------------------ | ------------------- | ------------------- | ------------- | ---------------- | ---------------- | ----------------- | --------------- | ------------------ | ---------------------- | ------------------------------------ | ---------------------------- | ------ |
| 1        | George Washington         | Indipendente             | 7                | 18                     | 12                   | 3                         | 3                 | 4                  | 1       | 3                       | 4                              | 1                   | 4                   | 9             | 4                | 2                | 2                 | 3               | 1                  | 12                     | 1                                    | 3                            | 4      |
| 2        | John Adams                | Federalista              | 4                | 29                     | 18                   | 26                        | 10                | 13                 | 23      | 32                      | 16                             | 15                  | 13                  | 17            | 22               | 3                | 19                | 12              | 20                 | 7                      | 15                                   | 12                           | 17     |
| 3        | Thomas Jefferson          | Democratico-Repubblicano | 1                | 4                      | 6                    | 4                         | 6                 | 16                 | 6       | 11                      | 8                              | 5                   | 5                   | 3             | 6                | 14               | 5                 | 7               | 6                  | 1                      | 6                                    | 5                            | 5      |
| 4        | James Madison             | Democratico-Repubblicano | 3                | 10                     | 11                   | 9                         | 7                 | 12                 | 17      | 7                       | 15                             | 9                   | 6                   | 8             | 12               | 5                | 14                | 20              | 17                 | 2                      | 10                                   | 8                            | 6      |
| 5        | James Monroe              | Democratico-Repubblicano | 9                | 12                     | 15                   | 8                         | 14                | 9                  | 9       | 8                       | 17                             | 8                   | 16                  | 16            | 8                | 10               | 11                | 2               | 13                 | 15                     | 7                                    | 9                            | 7      |
| 6        | John Quincy Adams         | Repubblicano Nazionale   | 2                | 34                     | 20                   | 35                        | 16                | 14                 | 30      | 29                      | 23                             | 13                  | 15                  | 11            | 18               | 4                | 21                | 16              | 26                 | 5                      | 20                                   | 21                           | 19     |
| 7        | Andrew Jackson            | Democratico              | 30               | 2                      | 10                   | 14                        | 27                | 28                 | 4       | 38                      | 5                              | 19                  | 12                  | 13            | 14               | 23               | 6                 | 19              | 5                  | 23                     | 12                                   | 13                           | 14     |
| 8        | Martin Van Buren          | Democratico              | 16               | 13                     | 23                   | 19                        | 24                | 38                 | 33      | 13                      | 32                             | 25                  | 24                  | 24            | 27               | 29               | 23                | 25              | 27                 | 22                     | 27                                   | 24                           | 23     |
| 9        | William Henry Harrison    | Whig                     | 24               | 30                     | 25                   | 31                        | 33                | 27                 | 42      | 35                      | 30                             | 24                  | 37                  | 35            | 36               | 30               | 33                | 39              | 24                 | 31                     | 33                                   | 34                           | 35     |
| 10       | John Tyler                | Indipendente             | 33               | 42                     | 39                   | 42                        | 39                | 31                 | 22      | 39                      | 26                             | 34                  | 35                  | 29            | 34               | 33               | 37                | 35              | 36                 | 33                     | 32                                   | 36                           | 37     |
| 11       | James Knox Polk           | Democratico              | 17               | 9                      | 13                   | 12                        | 21                | 15                 | 7       | 23                      | 7                              | 16                  | 17                  | 14            | 11               | 24               | 9                 | 8               | 10                 | 20                     | 9                                    | 11                           | 12     |
| 12       | Zachary Taylor            | Whig                     | 37               | 35                     | 28                   | 37                        | 37                | 24                 | 36      | 34                      | 28                             | 28                  | 34                  | 27            | 37               | 21               | 31                | 34              | 25                 | 37                     | 25                                   | 33                           | 33     |
| 13       | Millard Fillmore          | Whig                     | 40               | 41                     | 40                   | 38                        | 35                | 33                 | 25      | 25                      | 37                             | 35                  | 38                  | 36            | 35               | 36               | 38                | 33              | 39                 | 39                     | 30                                   | 35                           | 38     |
| 14       | Franklin Pierce           | Democratico              | 38               | 37                     | 37                   | 41                        | 40                | 34                 | 35      | 36                      | 38                             | 38                  | 39                  | 39            | 39               | 38               | 40                | 40              | 40                 | 38                     | 35                                   | 40                           | 40     |
| 15       | James Buchanan            | Democratico              | 23               | 40                     | 41                   | 40                        | 42                | 41                 | 40      | 41                      | 43                             | 39                  | 42                  | 42            | 43               | 40               | 42                | 41              | 43                 | 40                     | 41                                   | 43                           | 42     |
| 16       | Abraham Lincoln           | Repubblicano             | 28               | 6                      | 2                    | 6                         | 4                 | 5                  | 13      | 1                       | 2                              | 2                   | 1                   | 2             | 1                | 1                | 1                 | 5               | 2                  | 3                      | 2                                    | 1                            | 3      |
| 17       | Andrew Johnson            | Unione Nazionale         | 42               | 43                     | 43                   | 43                        | 43                | 37                 | 39      | 43                      | 34                             | 42                  | 41                  | 41            | 42               | 37               | 41                | 38              | 42                 | 41                     | 42                                   | 42                           | 43     |
| 18       | Ulysses S. Grant          | Repubblicano             | 26               | 28                     | 24                   | 22                        | 25                | 29                 | 21      | 22                      | 22                             | 40                  | 28                  | 26            | 26               | 27               | 34                | 24              | 21                 | 29                     | 31                                   | 31                           | 26     |
| 19       | Rutherford Hayes          | Repubblicano             | 29               | 33                     | 30                   | 29                        | 29                | 26                 | 19      | 18                      | 33                             | 33                  | 33                  | 32            | 33               | 28               | 30                | 30              | 32                 | 30                     | 24                                   | 29                           | 31     |
| 20       | James A. Garfield         | Repubblicano             | 20               | 22                     | 22                   | 24                        | 32                | 23                 | 41      | 27                      | 31                             | 29                  | 25                  | 28            | 25               | 25               | 26                | 31              | 23                 | 26                     | 22                                   | 27                           | 27     |
| 21       | Chester Arthur            | Repubblicano             | 41               | 31                     | 32                   | 27                        | 28                | 19                 | 14      | 21                      | 27                             | 26                  | 30                  | 25            | 20               | 32               | 27                | 26              | 28                 | 32                     | 17                                   | 26                           | 25     |
| 22/24    | Grover Cleveland          | Democratico              | 19               | 16                     | 17                   | 15                        | 17                | 22                 | 20      | 19                      | 24                             | 18                  | 20                  | 22            | 17               | 19               | 17                | 21              | 19                 | 25                     | 14                                   | 19                           | 20     |
| 23       | Benjamin Harrison         | Repubblicano             | 39               | 32                     | 34                   | 28                        | 30                | 35                 | 29      | 30                      | 39                             | 36                  | 36                  | 34            | 32               | 31               | 35                | 28              | 34                 | 35                     | 23                                   | 32                           | 34     |
| 25       | William McKinley          | Repubblicano             | 21               | 14                     | 19                   | 11                        | 23                | 18                 | 24      | 20                      | 21                             | 20                  | 21                  | 23            | 19               | 22               | 18                | 15              | 18                 | 27                     | 11                                   | 20                           | 21     |
| 26       | Theodore Roosevelt        | Repubblicano             | 6                | 7                      | 3                    | 5                         | 1                 | 2                  | 2       | 12                      | 1                              | 4                   | 3                   | 1             | 2                | 6                | 4                 | 4               | 4                  | 6                      | 3                                    | 4                            | 2      |
| 27       | William Howard Taft       | Repubblicano             | 14               | 36                     | 29                   | 30                        | 18                | 20                 | 32      | 24                      | 36                             | 22                  | 23                  | 30            | 21               | 18               | 25                | 23              | 31                 | 18                     | 28                                   | 23                           | 24     |
| 28       | Thomas Woodrow Wilson     | Democratico              | 8                | 8                      | 9                    | 16                        | 8                 | 8                  | 15      | 37                      | 9                              | 10                  | 8                   | 5             | 9                | 11               | 10                | 10              | 12                 | 4                      | 29                                   | 10                           | 8      |
| 29       | Warren Gamaliel Harding   | Repubblicano             | 43               | 38                     | 36                   | 34                        | 36                | 39                 | 37      | 26                      | 40                             | 43                  | 43                  | 43            | 40               | 42               | 43                | 37              | 41                 | 43                     | 39                                   | 41                           | 41     |
| 30       | Calvin Coolidge           | Repubblicano             | 25               | 24                     | 38                   | 21                        | 26                | 30                 | 12      | 28                      | 41                             | 30                  | 32                  | 37            | 31               | 17               | 28                | 32              | 33                 | 28                     | 19                                   | 28                           | 29     |
| 31       | Herbert Hoover            | Repubblicano             | 10               | 26                     | 31                   | 33                        | 19                | 43                 | 43      | 40                      | 42                             | 32                  | 26                  | 38            | 41               | 13               | 29                | 36              | 37                 | 14                     | 40                                   | 38                           | 36     |
| 32       | Franklin Delano Roosevelt | Democratico              | 5                | 1                      | 1                    | 2                         | 2                 | 1                  | 5       | 2                       | 3                              | 3                   | 2                   | 4             | 3                | 16               | 3                 | 1               | 3                  | 10                     | 4                                    | 2                            | 1      |
| 33       | Harry Truman              | Democratico              | 35               | 15                     | 14                   | 20                        | 15                | 6                  | 11      | 15                      | 6                              | 7                   | 7                   | 15            | 7                | 8                | 8                 | 6               | 9                  | 17                     | 8                                    | 6                            | 9      |
| 34       | Dwight Eisenhower         | Repubblicano             | 12               | 17                     | 21                   | 10                        | 9                 | 11                 | 8       | 5                       | 20                             | 17                  | 11                  | 20            | 13               | 9                | 7                 | 9               | 7                  | 19                     | 5                                    | 7                            | 10     |
| 35       | John Fitzgerald Kennedy   | Democratico              | 13               | 19                     | 4                    | 13                        | 12                | 7                  | 27      | 6                       | 10                             | 6                   | 14                  | 7             | 15               | 35               | 13                | 17              | 11                 | 11                     | 16                                   | 14                           | 11     |
| 36       | Lyndon B. Johnson         | Democratico              | 15               | 3                      | 16                   | 1                         | 5                 | 10                 | 28      | 9                       | 12                             | 12                  | 9                   | 12            | 5                | 34               | 12                | 43              | 15                 | 21                     | 37                                   | 16                           | 16     |
| 37       | Richard Nixon             | Repubblicano             | 18               | 20                     | 26                   | 36                        | 38                | 25                 | 34      | 33                      | 14                             | 37                  | 22                  | 19            | 24               | 43               | 24                | 11              | 29                 | 16                     | 43                                   | 37                           | 30     |
| 38       | Gerald Ford               | Repubblicano             | 27               | 25                     | 35                   | 17                        | 22                | 36                 | 31      | 17                      | 35                             | 23                  | 31                  | 33            | 30               | 15               | 32                | 27              | 30                 | 34                     | 26                                   | 25                           | 28     |
| 39       | Jimmy Carter              | Democratico              | 31               | 39                     | 27                   | 39                        | 20                | 40                 | 38      | 31                      | 25                             | 21                  | 29                  | 21            | 29               | 7                | 36                | 29              | 35                 | 13                     | 36                                   | 30                           | 32     |
| 40       | Ronald Reagan             | Repubblicano             | 34               | 5                      | 5                    | 7                         | 31                | 21                 | 3       | 14                      | 11                             | 31                  | 19                  | 18            | 23               | 26               | 20                | 13              | 8                  | 36                     | 13                                   | 17                           | 18     |
| 41       | George H. W. Bush         | Repubblicano             | 11               | 27                     | 33                   | 23                        | 34                | 32                 | 26      | 16                      | 29                             | 27                  | 27                  | 31            | 28               | 20               | 22                | 14              | 22                 | 24                     | 18                                   | 22                           | 22     |
| 42       | Bill Clinton              | Democratico              | 22               | 11                     | 8                    | 25                        | 11                | 3                  | 10      | 4                       | 18                             | 11                  | 10                  | 10            | 10               | 41               | 15                | 18              | 14                 | 9                      | 34                                   | 15                           | 13     |
| 43       | George W. Bush            | Repubblicano             | 36               | 23                     | 42                   | 32                        | 41                | 42                 | 18      | 42                      | 19                             | 41                  | 40                  | 40            | 38               | 39               | 39                | 42              | 38                 | 42                     | 38                                   | 39                           | 39     |
| 44       | Barack Obama              | Democratico              | 32               | 21                     | 7                    | 18                        | 13                | 17                 | 16      | 10                      | 13                             | 14                  | 18                  | 6             | 16               | 12               | 16                | 22              | 16                 | 8                      | 21                                   | 18                           | 15     |
| Sequenza | Presidente                | Partito                  | Bg               | PL                     | CAb                  | RC                        | CAp               | HE                 | L       | AC                      | WR                             | EAp                 | OA                  | Im            | DA               | Int              | EAb               | FPA             | LA                 | IQ                     | AM                                   | EV                           | O      |

## C-SPAN Presidential Historian Survey 2017
- Blu, colore di sfondo indicante il primo centile.
- Verde, colore di sfondo indicante il secondo centile.
- Arancio, colore di sfondo indicante il terzo centile.
- Rosso, colore di sfondo indicante il quarto centile.

Fonte:
| Sequenza | Presidente                | Affiliazione             | Persuasione pubblica | Gestione delle crisi | Gestione economica | Autorità morale | Relazioni internazionali | Capacità amministrative | Rapporto con il congresso | Impostazione dell'agenda programmatica | Perseguimento di un'uguale giustizia per tutti | Prestazione nel contesto dei tempi | Totale |
| -------- | ------------------------- | ------------------------ | -------------------- | -------------------- | ------------------ | --------------- | ------------------------ | ----------------------- | ------------------------- | -------------------------------------- | ---------------------------------------------- | ---------------------------------- | ------ |
| 1        | George Washington         | Indipendente             | 4                    | 2                    | 1                  | 1               | 2                        | 2                       | 2                         | 2                                      | 13                                             | 1                                  | 2      |
| 2        | John Adams                | Federalista              | 22                   | 17                   | 15                 | 11              | 13                       | 21                      | 24                        | 20                                     | 15                                             | 19                                 | 19     |
| 3        | Thomas Jefferson          | Democratico-Repubblicano | 8                    | 13                   | 13                 | 6               | 11                       | 7                       | 5                         | 5                                      | 17                                             | 6                                  | 7      |
| 4        | James Madison             | Democratico-Repubblicano | 18                   | 19                   | 19                 | 9               | 22                       | 17                      | 13                        | 18                                     | 18                                             | 16                                 | 17     |
| 5        | James Monroe              | Democratico-Repubblicano | 17                   | 14                   | 18                 | 16              | 7                        | 11                      | 9                         | 14                                     | 25                                             | 11                                 | 13     |
| 6        | John Quincy Adams         | Repubblicano Nazionale   | 33                   | 23                   | 17                 | 12              | 15                       | 18                      | 32                        | 15                                     | 9                                              | 22                                 | 21     |
| 7        | Andrew Jackson            | Democratico              | 7                    | 10                   | 26                 | 20              | 20                       | 23                      | 21                        | 10                                     | 38                                             | 13                                 | 18     |
| 8        | Martin Van Buren          | Democratico              | 30                   | 35                   | 40                 | 33              | 26                       | 26                      | 28                        | 33                                     | 30                                             | 33                                 | 34     |
| 9        | William Henry Harrison    | Whig                     | 28                   | 38                   | 38                 | 31              | 42                       | 40                      | 38                        | 36                                     | 37                                             | 38                                 | 38     |
| 10       | John Tyler                | Indipendente             | 39                   | 36                   | 39                 | 37              | 28                       | 38                      | 41                        | 37                                     | 41                                             | 36                                 | 39     |
| 11       | James Knox Polk           | Democratico              | 13                   | 9                    | 14                 | 27              | 16                       | 9                       | 11                        | 11                                     | 36                                             | 12                                 | 14     |
| 12       | Zachary Taylor            | Whig                     | 27                   | 28                   | 28                 | 28              | 30                       | 35                      | 35                        | 30                                     | 34                                             | 30                                 | 31     |
| 13       | Millard Fillmore          | Whig                     | 40                   | 34                   | 34                 | 36              | 34                       | 36                      | 36                        | 39                                     | 39                                             | 37                                 | 37     |
| 14       | Franklin Pierce           | Democratico              | 41                   | 41                   | 41                 | 39              | 40                       | 39                      | 40                        | 41                                     | 42                                             | 41                                 | 41     |
| 15       | James Buchanan            | Democratico              | 43                   | 43                   | 42                 | 43              | 43                       | 41                      | 42                        | 43                                     | 43                                             | 43                                 | 43     |
| 16       | Abraham Lincoln           | Repubblicano             | 3                    | 1                    | 2                  | 2               | 3                        | 1                       | 4                         | 1                                      | 1                                              | 2                                  | 1      |
| 17       | Andrew Johnson            | Unione Nazionale         | 42                   | 42                   | 37                 | 41              | 39                       | 43                      | 43                        | 42                                     | 40                                             | 42                                 | 42     |
| 18       | Ulysses S. Grant          | Repubblicano             | 19                   | 21                   | 27                 | 19              | 19                       | 37                      | 20                        | 23                                     | 10                                             | 21                                 | 22     |
| 19       | Rutherford Hayes          | Repubblicano             | 29                   | 30                   | 25                 | 32              | 33                       | 29                      | 30                        | 32                                     | 32                                             | 28                                 | 32     |
| 20       | James A. Garfield         | Repubblicano             | 21                   | 31                   | 29                 | 22              | 36                       | 32                      | 27                        | 25                                     | 20                                             | 27                                 | 29     |
| 21       | Chester Arthur            | Repubblicano             | 37                   | 32                   | 31                 | 35              | 35                       | 28                      | 29                        | 34                                     | 27                                             | 32                                 | 35     |
| 22/24    | Grover Cleveland          | Democratico              | 20                   | 22                   | 24                 | 26              | 23                       | 22                      | 22                        | 21                                     | 31                                             | 23                                 | 23     |
| 23       | Benjamin Harrison         | Repubblicano             | 32                   | 33                   | 32                 | 30              | 27                       | 30                      | 26                        | 31                                     | 24                                             | 31                                 | 30     |
| 25       | William McKinley          | Repubblicano             | 16                   | 16                   | 11                 | 18              | 17                       | 13                      | 10                        | 17                                     | 26                                             | 18                                 | 16     |
| 26       | Theodore Roosevelt        | Repubblicano             | 2                    | 5                    | 4                  | 5               | 4                        | 4                       | 7                         | 4                                      | 11                                             | 4                                  | 4      |
| 27       | William Howard Taft       | Repubblicano             | 31                   | 26                   | 20                 | 25              | 21                       | 12                      | 23                        | 28                                     | 22                                             | 24                                 | 24     |
| 28       | Thomas Woodrow Wilson     | Democratico              | 11                   | 11                   | 9                  | 8               | 12                       | 8                       | 16                        | 7                                      | 35                                             | 10                                 | 11     |
| 29       | Warren Gamaliel Harding   | Repubblicano             | 36                   | 39                   | 35                 | 40              | 37                       | 42                      | 34                        | 40                                     | 33                                             | 40                                 | 40     |
| 30       | Calvin Coolidge           | Repubblicano             | 24                   | 29                   | 22                 | 21              | 29                       | 25                      | 18                        | 29                                     | 29                                             | 26                                 | 27     |
| 31       | Herbert Hoover            | Repubblicano             | 38                   | 40                   | 43                 | 29              | 31                       | 14                      | 31                        | 38                                     | 28                                             | 39                                 | 36     |
| 32       | Franklin Delano Roosevelt | Democratico              | 1                    | 3                    | 5                  | 3               | 1                        | 3                       | 3                         | 3                                      | 8                                              | 3                                  | 3      |
| 33       | Harry Truman              | Democratico              | 14                   | 4                    | 10                 | 10              | 5                        | 10                      | 14                        | 13                                     | 4                                              | 5                                  | 6      |
| 34       | Dwight Eisenhower         | Repubblicano             | 12                   | 6                    | 6                  | 4               | 6                        | 5                       | 6                         | 16                                     | 12                                             | 7                                  | 5      |
| 35       | John Fitzgerald Kennedy   | Democratico              | 6                    | 7                    | 7                  | 15              | 14                       | 16                      | 12                        | 9                                      | 7                                              | 9                                  | 8      |
| 36       | Lyndon B. Johnson         | Democratico              | 15                   | 20                   | 12                 | 24              | 38                       | 6                       | 1                         | 8                                      | 2                                              | 14                                 | 10     |
| 37       | Richard Nixon             | Repubblicano             | 26                   | 27                   | 23                 | 42              | 10                       | 24                      | 37                        | 24                                     | 21                                             | 34                                 | 28     |
| 38       | Gerald Ford               | Repubblicano             | 34                   | 24                   | 30                 | 23              | 25                       | 27                      | 19                        | 35                                     | 14                                             | 25                                 | 25     |
| 39       | Jimmy Carter              | Democratico              | 35                   | 37                   | 33                 | 14              | 32                       | 31                      | 33                        | 22                                     | 5                                              | 29                                 | 26     |
| 40       | Ronald Reagan             | Repubblicano             | 5                    | 8                    | 16                 | 13              | 9                        | 33                      | 8                         | 6                                      | 23                                             | 8                                  | 9      |
| 41       | George H. W. Bush         | Repubblicano             | 23                   | 12                   | 21                 | 17              | 8                        | 16                      | 15                        | 27                                     | 16                                             | 20                                 | 20     |
| 42       | Bill Clinton              | Democratico              | 9                    | 18                   | 3                  | 38              | 18                       | 20                      | 17                        | 19                                     | 6                                              | 17                                 | 15     |
| 43       | George W. Bush            | Repubblicano             | 25                   | 25                   | 36                 | 34              | 41                       | 34                      | 25                        | 26                                     | 19                                             | 35                                 | 33     |
| 44       | Barack Obama              | Democratico              | 10                   | 15                   | 8                  | 7               | 24                       | 19                      | 39                        | 12                                     | 3                                              | 15                                 | 12     |
| Sequenza | Presidente                | Partito                  | PP                   | CL                   | EM                 | MA              | IR                       | AS                      | RC                        | VSA                                    | PEJ                                            | PCT                                | O      |

## Presidenti memorabili

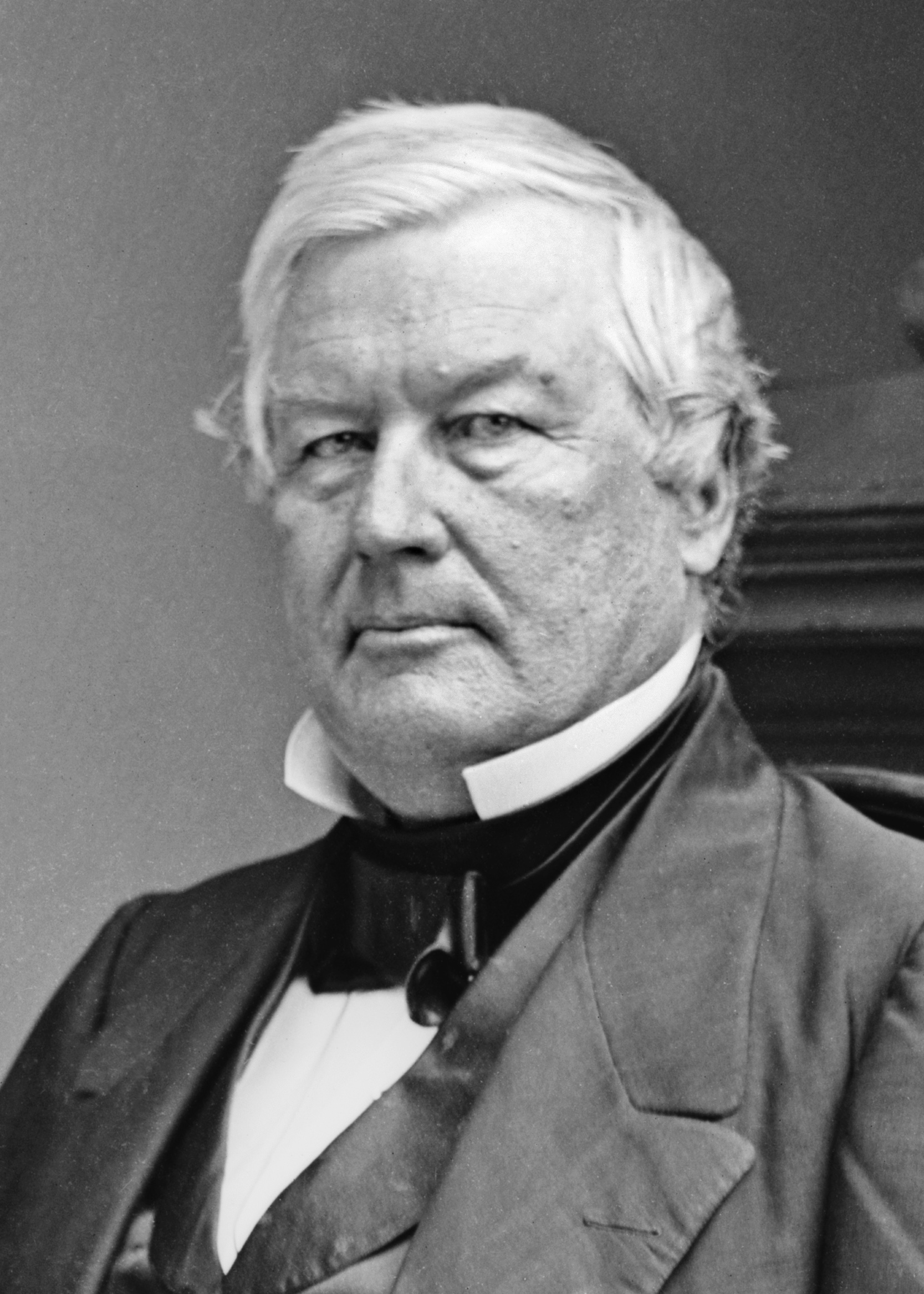
Millard Fillmore, la cui presidenza è durata dal 1850 al 1853, è considerato tra i presidenti dell'ultima centile

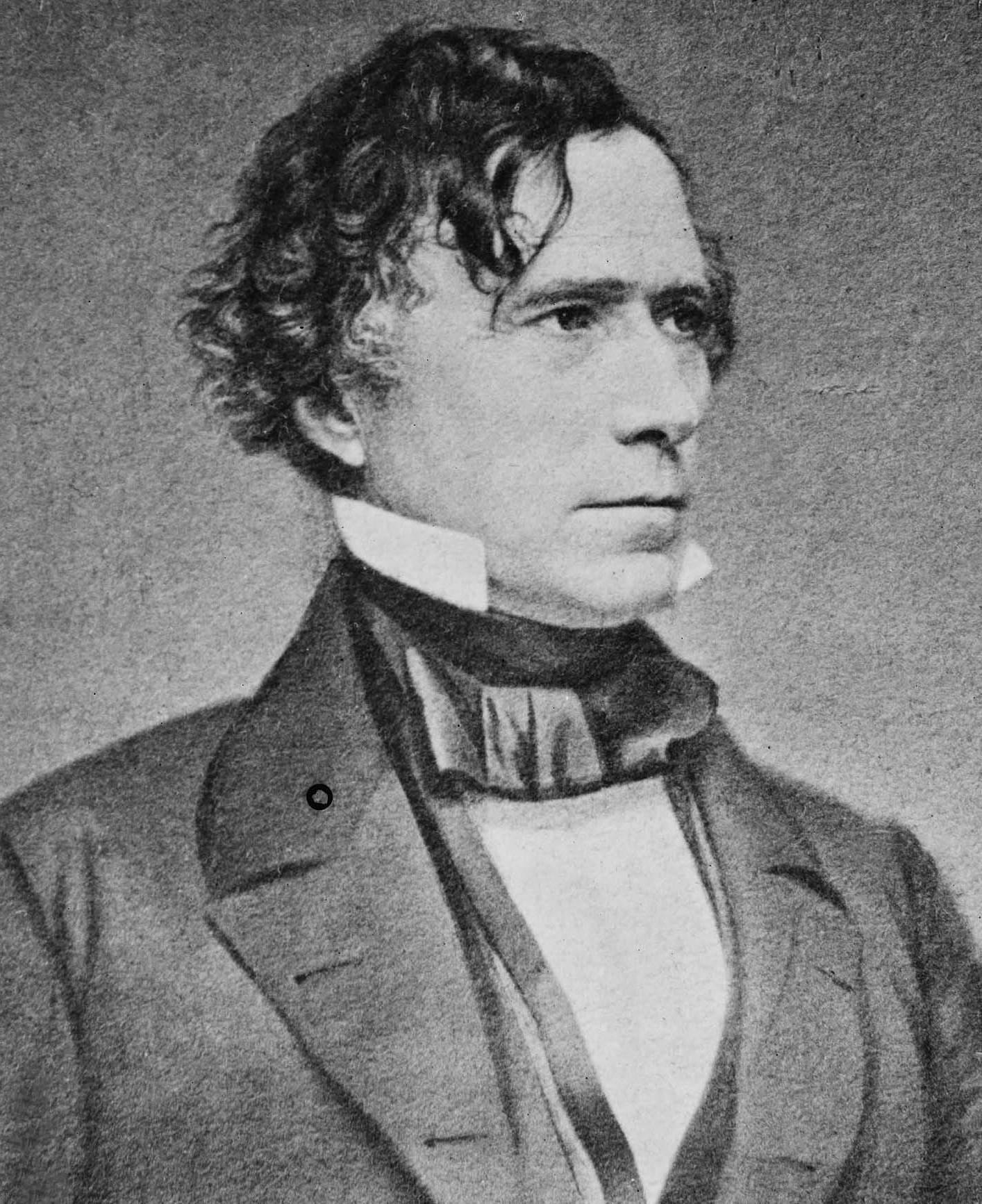
Franklin Pierce, la cui presidenza è durata dal 1853 al 1857, è stato uno dei presidenti peggiori e meno memorabili

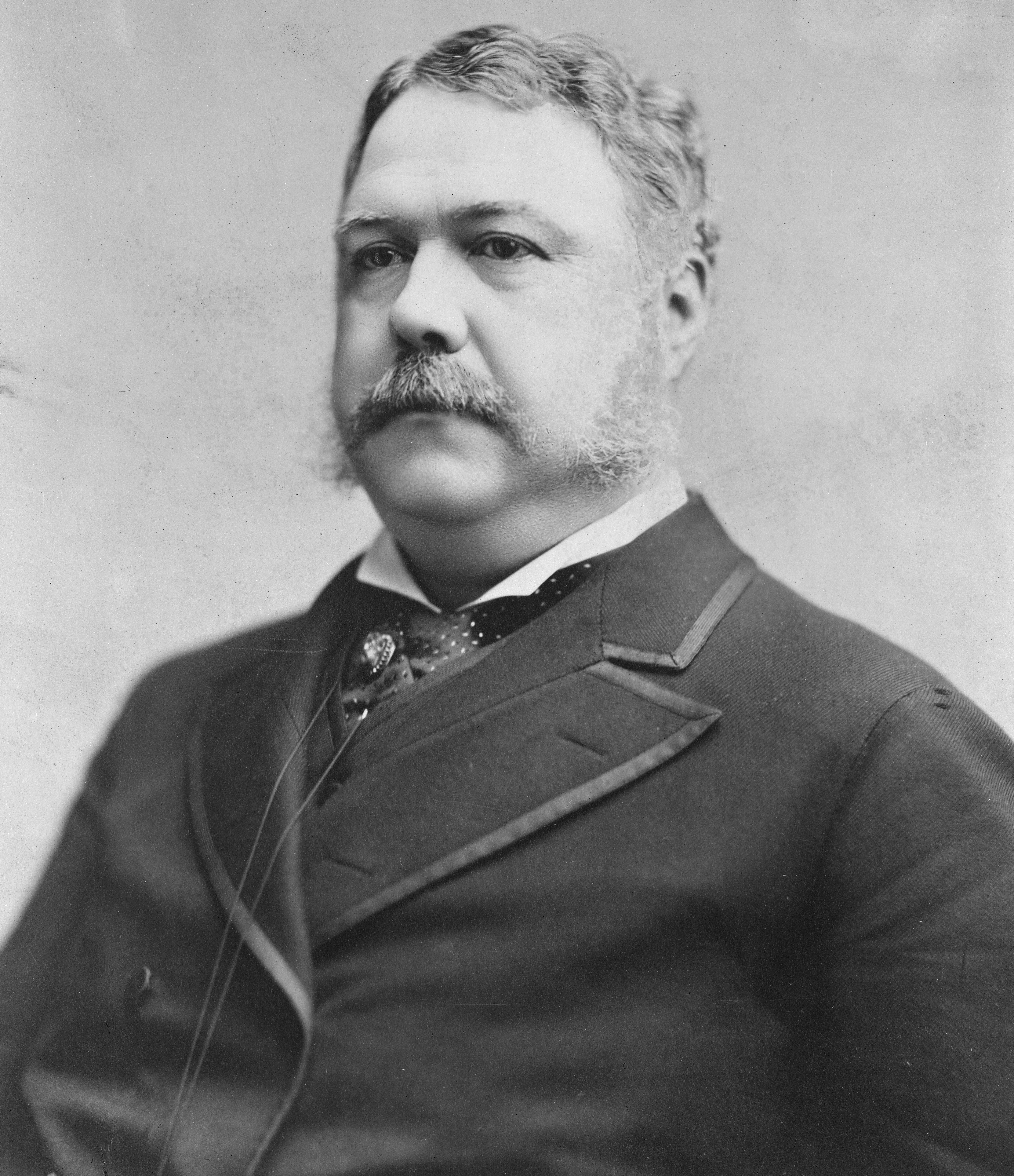
Chester Arthur, la cui presidenza è durata dal 1881 al 1885, è un presidente dimenticato sebbene gli analisti lo considerino come un presidente nella media

Nel novembre 2014 Henry L. Roediger III e K. Andrew DeSoto hanno pubblicato uno studio sulla rivista Science che chiedeva ai soggetti di ricerca di nominare il maggior numero possibile di presidenti. Hanno riferito i dati di tre generazioni, nonché da un sondaggio in rete condotto nel 2014. I partecipanti al campione di sondaggio online che potevano nominare ciascun presidente hanno dato la percentuale seguente:
1. Barack Obama (100%)
2. Bill Clinton (96%)
3. George W. Bush o George H. W. Bush (95%)
4. George Washington (94%)
5. Abraham Lincoln (88%)
6. John Fitzgerald Kennedy (83%)
7. Richard Nixon (82%)
8. Jimmy Carter (79%)
9. Thomas Jefferson (72%)
10. Ronald Reagan (66%)
11. Gerald Ford (62%)
12. Franklin Delano Roosevelt o Theodore Roosevelt (60%)
13. John Adams o John Quincy Adams (56%)
14. Dwight Eisenhower (54%)
15. Harry Truman (50%)
16. Andrew Jackson (47%)
17. Herbert Hoover (42%)
18. Andrew Johnson o Lyndon B. Johnson (41%)
19. William Howard Taft (39%)
20. James Madison (38%)
21. Ulysses S. Grant (38%)
22. James Monroe (30%)
23. Thomas Woodrow Wilson (29%)
24. Calvin Coolidge (22%)
25. James A. Garfield (19%)
26. James Knox Polk (17%)
27. Warren Gamaliel Harding (16%)
28. William McKinley (15%)
29. John Tyler (12%)
30. James Buchanan (12%)
31. Grover Cleveland (11%)
32. William Henry Harrison o Benjamin Harrison (11%)
33. Martin Van Buren (11%)
34. Rutherford Hayes (10%)
35. Zachary Taylor (10%)
36. Millard Fillmore (8%)
37. Franklin Pierce (7%)
38. Chester Arthur (7%)